# دونالد ترمب
دونالد جون ترمب (بالإنجليزية: Donald John Trump) (وُلد في 14 يونيو/حزيران 1946) وتكتب أيضًا بالعربية: ترامب وترومب، هو سياسي ورجل أعمال أمريكي، شغل منصب رئيس الولايات المتحدة الخامس والأربعين من 2017 حتى 2021، ويشغل حاليًا منصب الرئيس السابع والأربعين منذ يناير/كانون الثاني 2025 بعد فوزه في الانتخابات الرئاسية 2024. ينتمي إلى الحزب الجمهوري ويُعد واحدًا من أكثر الشخصيات إثارةً للجدل في الساحة السياسية الأمريكية، حيث اشتهر بمواقفه الشعبوية والحمائية والانعزالية والقومية التي أثّرت في السياسة الداخلية والخارجية للولايات المتحدة.
وُلد ترمب في حي كوينز بمدينة نيويورك، وهو الابن الخامس لوالديه فريد ومرغريت ترامب. تخرج في عام 1968 من جامعة بنسلفانيا حاملاً درجة بكالوريوس في الاقتصاد. في عام 1971، تولى إدارة أعمال العائلة في مجال العقارات، وأعاد تسميتها إلى "منظمة ترامب" مع التركيز على بناء وتجديد ناطحات السحاب والفنادق والكازينوهات، بالإضافة إلى تطوير ملاعب الجولف. رغم نجاحه في بداية مسيرته، تعرضت العديد من مشاريعه للفشل المالي في التسعينيات، مما دفعه إلى التوسع في ترخيص اسمه التجاري.
كان لظهوره الإعلامي دور كبير في تعزيز شهرته، حيث قدّم برنامج "ذا أبرينتس" الشهير من 2004 إلى 2015، وهو برنامج واقعي يعتمد على منافسات تجارية. على الرغم من تقديمه نفسه كمحترف في إدارة الأعمال، إلا أن مسيرته التجارية تضمنت العديد من القضايا القانونية، بما في ذلك ست حالات إفلاس.
دخل ترمب الساحة السياسية لأول مرة في عام 2000 حين ترشح للانتخابات الرئاسية عن حزب الإصلاح الأمريكي، لكن لم يحقق النجاح المطلوب، فانسحب في وقت لاحق. في عام 2015، أعلن عن ترشحه للرئاسة من الحزب الجمهوري، ليخوض الانتخابات في 2016 ضد هيلاري كلينتون. رغم خسارته في التصويت الشعبي، فاز بالانتخابات بفضل نتائج المجمع الانتخابي ليصبح الرئيس الـ45 للولايات المتحدة، وأول رئيس أمريكي دون خلفية عسكرية أو سياسية.
أثبت تحقيق المستشار الخاص لعامي 2017-2019 بقيادة روبرت مولر أن روسيا تدخلت في انتخابات عام 2016 لصالح حملة ترامب، لكن لم يكن أعضاء حملة ترمب قد تآمروا أو نسقوا أنشطة التدخل الروسية في الانتخابات. أثارت انتخابه وسياساته احتجاجات عديدة وأدت إلى نشوء حركة سياسية وعبادة للشخصية. أدلى ترمب بالعديد من التصريحات الكاذبة والمضللة خلال حملته الانتخابية ورئاسته إلى درجة غير مسبوقة في السياسة الأمريكية وروج لنظريات المؤامرة. ووصفت العديد من تعليقاته وأفعاله بأنها مشحونة عنصريًا والعديد منها كانت كراهية للنساء.
خلال فترة رئاسته، اتخذ ترمب مجموعة من القرارات المثيرة للجدل التي أثرت على السياسة الداخلية والخارجية للولايات المتحدة. أبرز تلك القرارات كان حظر السفر على مواطني دول ذات أغلبية مسلمة، ومحاولات بناء جدار على الحدود مع المكسيك، وكذلك سياسة الفصل العائلي للمهاجرين. كما وقع قانون التخفيضات الضريبية لعام 2017 الذي خفض الضرائب على الأفراد والشركات، وألغى التأمين الصحي الإجباري في قانون "أوباماكير". وعيّن أكثر من 200 قاضٍ اتحادي، بما في ذلك ثلاثة قضاة في المحكمة العليا.
أما على صعيد السياسة الخارجية، تبنى ترمب سياسة «أميركا أولًا»، حيث انسحب من العديد من الاتفاقيات الدولية خلال ولايته الأولى، أبرزها اتفاقية باريس للمناخ، والاتفاق النووي الإيراني، والمفاوضات التجارية لاتفاق الشراكة العابرة للمحيط الهادئ. كما بدأ حربًا تجارية مع الصين وفرض رسومًا جمركية على الواردات الصينية، وهو ما أدى إلى توتر العلاقات التجارية بين البلدين. وخلال ولايته الأولى، التقى ثلاث مرات مع زعيم كوريا الشمالية كيم جونغ أون، إلَّا أن المحادثات بشأن نزع السلاح النووي الكوري الشمالي لم تُحرز أي تقدم كبير. واعترف بالقدس عاصمة لإسرائيل في خطوة مثيرة للجدل، ما أدى إلى اندلاع أعمال عنف في الأراضي الفلسطينية وبعض الدول العربية.
خسر ترمب أمام منافسه الديمقراطي جو بايدن في انتخابات 2020، إلا أنه رفض الاعتراف بالهزيمة وادعى حدوث تزوير واسع النطاق. تصاعدت الأزمة بعد اقتحام أنصاره لمبنى الكابيتول في 6 يناير 2021، مما أدى إلى مقتل عدة أشخاص وتعطيل عملية التصديق على نتائج الانتخابات. نتيجة لذلك، عزله مجلس النواب مرتين، لكن مجلس الشيوخ برءخ في كلتا المرتين.
خلال هذه الفترة، استمرت التحقيقات القانونية في قضايا تتعلق بتعامله مع الوثائق السرية، وتورطه في محاولة قلب نتائج انتخابات 2020، فضلاً عن قضايا جنائية ومدنية تتعلق بالاحتيال المالي والتحرش الجنسي. في 2024، أُدين بتهمة تزوير سجلات الأعمال المتعلقة بدفع أموال للممثلة ستورمي دانييلز، ليصبح بذلك أول رئيس أمريكي يُدان في قضية جنائية. واجه ترمب المزيد من التهم الجنائية المتعلقة بادعاءات سوء التعامل مع وثائق سرية والتدخل في انتخابات 2020، كما وُجد مُتهمًا في قضايا مدنية عن الاعتداء الجنسي والتشهير والاحتيال المالي، مما جعل العديد من العلماء والمؤرخين يصنفونه كواحد من أسوأ الرؤساء في تاريخ الولايات المتحدة.
بعد مغادرته البيت الأبيض، واصل ترمب تأثيره الكبير على الحزب الجمهوري، حيث ظل يروج لمواقفه السياسية ويؤثر في الانتخابات التمهيدية داخل الحزب. في نوفمبر 2022، أعلن عن ترشحه للانتخابات الرئاسية لعام 2024، ليصبح مرشح الحزب الجمهوري بعد فوزه في الانتخابات التمهيدية. في الانتخابات العامة لعام 2024، فاز على نائبة الرئيس كامالا هاريس ليصبح ثاني رئيس أمريكي يُنتخب لفترتين غير متتاليتين بعد جروفر كليفلاند.

## نشأته وتعليمه

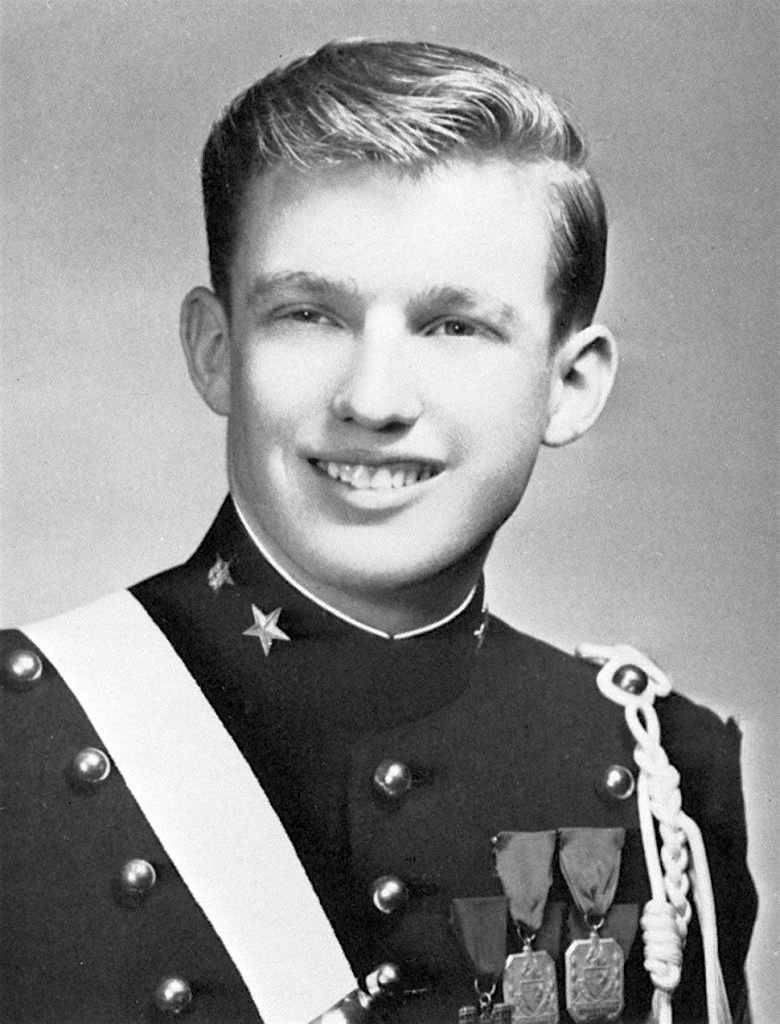
ترمب عندما كان طالبا في الاكاديمية العسكرية

ولد دونالد جون ترمب في 14 يونيو 1946 في مركز مستشفى جامايكا الطبي في مدينة نيويورك، وكان الطفل الرابع لفريد ترامب وهو مطوّر عقاري (ولد في البرونكس لوالدين مهاجرين من ألمانيا)، وماري آن ماكلويد ترامب (وهي مهاجرة من إسكتلندا). ترعرع ترمب مع أشقائه الأكبر سنًا، ماريان وفريد الابن وإليزابيث، وشقيقه الأصغر روبرت في قصر بحي جامايكا إستيتس في كوينز، التحق دونالد بمدرسة كيو فورست الخاصة من روضة الأطفال حتى الصف السابع. في سن الثالثة عشرة التحق بأكاديمية نيويورك العسكرية وهي مدرسة داخلية خاصة، وفي عام 1964 التحق بجامعة فوردهام. بعد ذلك بعامين، انتقل إلى كلية وارتون بجامعة بنسلفانيا وتخرج في مايو 1968 بدرجة بكالوريوس العلوم في الاقتصاد. في عام 2015، هدد محامي ترمب مايكل كوهين الجامعة والمدارس الثانوية ومجلس الكلية باتخاذ إجراءات قانونية ضدهم إذا نشروا سجلات ترمب الأكاديمية.
خلال سنوات دراسته الجامعية، أعفي دونالد ترمب من الخدمة العسكرية أربع مرات خلال حرب فيتنام. في عام 1966، وجد الفحص الطبي أنه لائق للخدمة العسكرية، وبحلول يوليو 1968، صنفه مجلس التجنيد المحلي على أنه مؤهل للخدمة العسكرية. ومع ذلك، في أكتوبر 1968، حصل على تصنيف 1-Y، وهو تأجيل طبي مشروط. وفي عام 1972، أعيد تصنيفه إلى 4-F بسبب معاناته من أعران عظمية، مما أدى إلى حصوله على إعفاء نهائي من أداء الخدمة.
تطرَّق ترمب إلى مسيرته الجامعية في كتابه: «ترامب: فن الصفقة»:
«وبعد أن تخرجت من الأكاديمية العسكرية في نيويورك سنة 1964، تقبلت لفترة وجيزة فكرة الذهاب إلى كلية الأفلام... ولكن في النهاية قررت أن العقارات التجارية كانت أفضل بكثير. لقد بدأت من خلال حضور جامعة فوردهام... ولكن بعد عامين، قررت أنه طالما كان علي أن أكون في الكلية، لابد من اختبار نفسي مع الأفضل. تقدمت بطلب لكلية وارتون في جامعة بنسلفانيا وحصلت فيها..أنا أيضًا سعيد للغاية للحصول للانتهاء. وعلى الفور انتقلت إلى الوطن، وذهبت للعمل بدوام كامل مع والدي».

## الحياة المهنية

### العقارات
بدأ ترمب العمل في شركة والده العقارية «ترمب للإدارة» عام 1968، حيثُ كانت الشركة تمتلك وحدات سكنية مؤجّرة للطبقة المتوسطة في الأحياء الخارجية لمدينة نيويورك وكانت مفروزة عنصريًا حسب عرق الشخص. في عام 1971، جعله والده رئيسًا للشركة وبدأ في استخدام منظمة ترامب كعلامة شاملة بين عامي 1991 و2009، طلب الحماية من الإفلاس وفقًا للقانون 11 لستة من شركاته بما في ذلك فندق بلازا في مانهاتن، وكازينوهات في أتلانتيك سيتي بولاية نيو جيرسي، ومنتجعات ترمب الترفيهية

#### مشاريع التطوير في مانهاتن وشيكاغو
أطلق أول مشروع لعائلته في مانهاتن في عام 1978 وكان عبارة عن تجديد فندق كومودور المهجور المجاور لمحطة غراند سنترال. موّل ترمب المشروع بفضل إعفاء ضريبي بقيمة 400 مليون دولار على ممتلكات الفندق، والذي ساعده والده في الحصول عليه. كما ضمن والده أيضًا قرضًا بنكيًا بقيمة 70 مليون دولار بالتعاون مع شركة حياة. أُعيد افتتاح الفندق في عام 1980 باسم غراند حياة نيويورك، وفي نفس العام، حصل ترمب على حقوق تطوير برج ترامب وهي ناطحة سحاب متعددة الاستخدامات في ميدتاون مانهاتن. يضم المبنى مقر شركة ترمب ولجنة العمل السياسي الخاصة به وكان مقره الرئيسي حتى عام 2019.
في عام 1988، اشترى ترمب فندق بلازا بتمويل من اتحاد يضم ستة عشر بنكًا. وفي عام 1992، قدم الفندق طلب حماية من الإفلاس، ووافق على خطة إعادة تنظيم بعد شهر، حيثُ استحوذت البنوك على ملكية الفندق. في عام 1995، تخلف ترمب عن سداد أكثر من 3 مليارات دولار من القروض البنكية، مما دفع البنوك إلى الاستحواذ على فندق بلازا ومعظم ممتلكاته الأخرى في عملية "إعادة هيكلة شاملة ومهينة" سمحت له بتجنب الإفلاس الشخصي. وقال محامي البنك الرئيسي بشأن القرار إن جميع البنوك «اتفقت على أنه من الأفضل أن يكون ترمب حيًا بدلًا من أن يكون ميتًا.»
في عام 1996، اشترى ترمب وأعاد ترميم ناطحة السحاب المكونة من 71 طابقًا في 40 وول ستريت وأعيد تسميته لاحقًا باسم مبنى ترامب. في أوائل التسعينيات، فاز ترمب بحق تطوير مساحة تبلغ 70-أكر (28 ها) في حي لينكولن سكوير بالقرب من نهر هدسون. وبسبب مشاكله المالية في عام 1994، باع ترمب معظم حصته في المشروع لمستثمرين آسيويين الذين مولوا إتمام المشروع ريفرسايد ساوث.
كان آخر مشروع إنشائي كبير لترمب هو برج وفندق ترمب العالمي المكون من 92 طابقًا والذي افتتح في عام 2008. وفي عام 2024، ذكرت صحيفة النيويورك تايمز أن مصلحة الضرائب كانت تُحقق فيما إذا كان ترمب قد سجل الخسائر مرتين من خلال تجاوز تكاليف البناء وضعف مبيعات الوحدات السكنية في المبنى، وادعى في إقراره الضريبي لعام 2008 أن هذه الممتلكات أصبحت بلا قيمة.

#### كازينوهات أتلانتيك سيتي
في عام 1984، افتتح ترمب فندق وكازينو ترمب بلازا بمساعدة تمويلية وإدارية من شركة هوليداي لكن المشروع لم يكن مُربحًا، فدفع ترمب 70 مليون دولار لشركة هوليداي في مايو 1986 ليصبح المالك الوحيد للمشروع. وفي عام 1985، اشترى ترمب فندق أتلانتيك سيتي هيلتون قبل افتتاحه وأعاد تسميته بـترمب كاسل. وقد قدم كلا الكازينوهين طلب حماية من الإفلاس بموجب الفصل 11 في عام 1992.
في عام 1988، اشترى ترمب كازينو ثالثًا في مدينة أتلانتيك سيتي وهو ترمب تاج محل. مُول بسندات عالية المخاطر بقيمة 675 مليون دولار واكتمل بتكلفة إجمالية قدرها 1.1 مليار دولار، وافتتح في أبريل 1990. لكن ترمب تقدم بطلب لحماية الإفلاس بموجب الفصل 11 في عام 1991، وبموجب اتفاقية إعادة الهيكلة، تنازل ترمب عن نصف حصته الأصلية في المشروع، وقدم ضمانات شخصية لاستمرار الأداء المالي للمشروع في المستقبل. ولتقليل ديونه الشخصية التي بلغت 900 مليون دولار، باع ترمب شركة الطيران ترمب شاتل؛ ويخته الفاخر الأميرة ترامب الذي كان مستأجرًا لصالح كازينوهاته؛ وبعض الأعمال الأخرى.
في عام 1995، أسس ترمب شركة فنادق وكازينوهات ترمب التي تولت ملكية عقار كازينو ترمب بلازا. وفي عام 1996، استحوذت الشركة على تاج محل وترمب كاسل، لكن الشركة تقدمت بطلب إفلاس في عام 2004 وعام 2009، ما أدى إلى احتفاظ ترمب بنسبة 10% فقط من الملكية. واستمر في منصب رئيس مجلس الإدارة حتى عام 2009.

#### الأندية
في عام 1985، اشترى ترمب عقار مارالاغو الواقع في مدينة بالم بيتش بولاية فلوريدا. وفي عام 1995، حوَّل العقار إلى نادٍ خاصّ ما استتبع من مرتاديه دفع رسوم اشتراك سنوية ورسم دخول للنادي. استمرّ ترمب باستخدام أحد أجنحة المنزل كمقر سكن خاصّ به. أعلن ترمب عن اتخاذ مارالاغو كمقر إقامته الأساسي في عام 2019. بدأت مؤسسة ترمب بإنشاء وشراء ملاعب جولف في عام 1999. تمتلك المؤسسة أربعة عشر ملعبًا وتدير ثلاثة ملاعب أخرى تحمل علامة ترمب التجارية حول العالم.

### ترخيص اسم ترمب
رُخِّص اسم ترمب لاستخدامه في منتجات وخدمات استهلاكية بما في ذلك المواد الغذائية، والملابس، والدورات التعليمية، والأثاث المنزلي. وفقًا لـ واشنطن بوست، أكثر من 50 اتفاقية ترخيص تستخدم اسم ترامب، وأدت هذه الاتفاقيات إلى تحقيق إيرادات لا تقل عن 59 مليون دولار لشركاته. وبحلول عام 2018، كانت شركتان فقط من شركات السلع الاستهلاكية تواصلان استخدام اسم ترمب بموجب ترخيص.

### المشاريع الجانبية
في سبتمبر 1983، اشترى ترمب نادي نيو جيرسي جنرالز وهو نادي في دوري كرة القدم الأمريكي بعد موسم 1985، أُلغي الدوري، ويرجع ذلك كثيرًا إلى محاولة ترمب تغيير موعد المباريات إلى الخريف (حيث كانت ستتعارض مع الدوري الوطني لكرة القدم الأمريكية على الجمهور) ومحاولته إجبار اتحاد كرة القدم الأمريكية على الاندماج مع الدوري عن طريق رفع دعوى مكافحة الاحتكار.
استضاف ترمب وفندق بلازا العديد من مباريات الملاكمة في قاعة مؤتمرات أتلانتيك سيتي. في عامي 1989 و1990، وافق ترمب على استخدام اسمه لسباق الدراجات طواف ترامب وهو سباق متعدد المراحل للدراجات كان يسعى ليكون النسخة الأمريكية المكافئة لسباقات الدراجات الأوروبية مثل طواف فرنسا وطواف إيطاليا.
في الفترة من 1986 إلى 1988، اشترى ترمب حصص كبيرة في شركات عامة مختلفة، مشيرًا إلى نيته الاستحواذ عليها، ثم قام ببيع أسهمه محققًا أرباحًا، مما دفع بعض المراقبين إلى الاعتقاد بأنه كان يمارس استراتيجية البريد الأخضر (وهي استراتيجية تهدف إلى تحقيق الربح من خلال الضغط على الشركات لشراء أسهمها لتفادي محاولات الاستحواذ العدائي) وقد وجدت نيويورك تايمز أن ترمب حقق في البداية ملايين الدولارات من هذه الصفقات، لكنهُ "فقد معظم، إن لم يكن كل، تلك الأرباح بعد أن توقف المستثمرون عن أخذ حديثه عن الاستحواذ بجدية".
في عام 1988، اشترى ترمب خدمة النقل الجوي الخطوط الجوية الشرقية بتمويل من قروض بقيمة 380 مليون دولار من مجموعة مكونة من 22 بنكًا. أطلق على الخط الجوي اسم ترمب شاتل وأدارها حتى عام 1992. تعثرت سداداته للقروض في عام 1991، مما أدى إلى انتقال الملكية إلى البنوك.

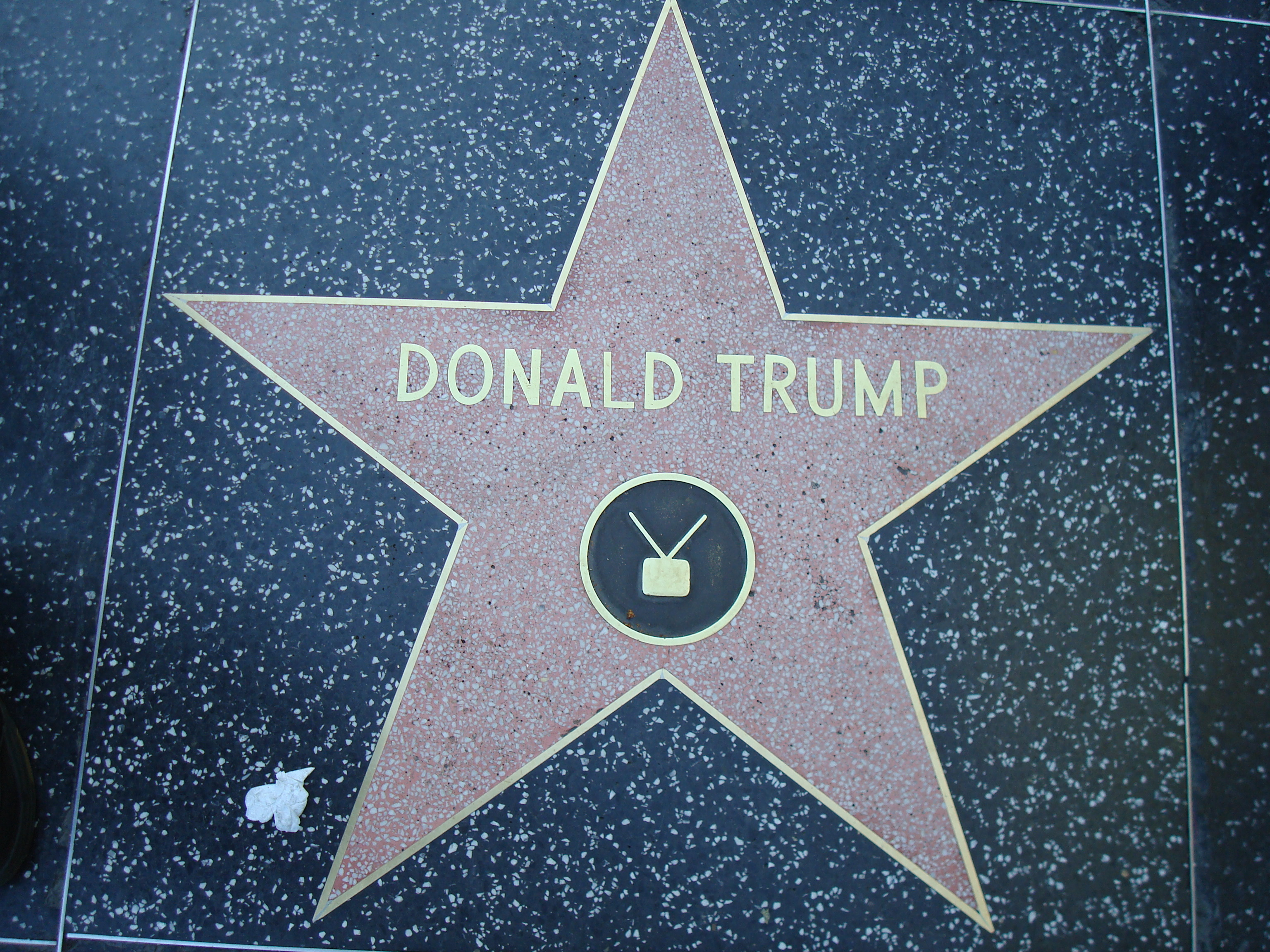
نجمة ترمب على ممشى المشاهير في هوليوود

في عام 1992، أسس ترامب، مع إخوته ماريان و إليزابيث وروبرت وابن عمه جون دبليو والتر، شركة كاونتي لتوريد وصيانة المباني، بحيث كان لكل منهم حصة بنسبة 20%. لم يكن للشركة مكاتب فعلية، ويُعتقد أنها كانت بمثابة شركة وهمية لشراء الخدمات والمواد لعمارات ترمب السكنية، ثم إعادة بيعها إلى شركة ترمب مانجمنت مع رفع الأسعار بنسبة تتراوح بين 20-50% أو أكثر. ووُزعت الأرباح الناتجة عن هذه الزيادات بين المالكين. استُخدمت التكاليف المرتفعة كحجة للحصول على موافقة الدولة لزيادة الإيجارات في الوحدات السكنية التابعة لترامب.
من عام 1996 حتى 2015، كان ترمب يمتلك كامل أو جزء من مسابقات ملكة الجمال بما في ذلك ملكة جمال الكون وملكة جمال الولايات المتحدة الأمريكية وملكة جمال مراهقات الولايات المتحدة الأمريكية. بسبب خلافات مع شبكة سي بي سي حول الجدولة، نقل ترمب كلا المسابقتين إلى إن بي سي في عام 2002. وفي عام 2007، حصل ترمب على نجمة في ممشى المشاهير في هوليوود تكريمًا لعمله كمنتج لمسابقة ملكة جمال الكون. توقفت إن بي سي ويونيفيجن عن عرض المسابقات في يونيو 2015.
في عام 2004، شارك ترمب في تأسيس جامعة ترامب وهي شركة تُقدم دورات عقارية تصل تكلفة الواحدة منها إلى 35 ألف دولار. بعد أن أبلغتها سلطات ولاية نيويورك بأن استخدام كلمة "جامعة" ينتهك القانون، لأنها ليست مؤسسة تعليمية رسمية، تغير اسمها في عام 2010 إلى مبادرة ترمب لريادة الأعمال.
في عام 2013، رفعت ولاية نيويورك دعوى مدنية بقيمة 40 مليون دولار ضد جامعة ترامب، متهمة الشركة بتقديم بيانات كاذبة والاحتيال على المستهلكين. كما رفع دعوتين جماعيتين في المحكمة الفِدرالية ضد ترمب وشركاته. كشفت وثائق داخلية أن الموظفين كانوا مطالبين باتباع أسلوب بيع مُلحّ وضاغط، كما شهد بعض الموظفين السابقين أن جامعة ترمب احتالت أو كذبت على طلابها. وبعد فوزه في الانتخابات الرئاسية 2016، وافق ترمب على دفع مبلغ إجمالي قدره 25 مليون دولار لتسوية القضايا الثلاث.

### مؤسسة ترمب
كانت مؤسسة دونالد ترمب مؤسسة خاصة أُنشئت عام 1988. بين عامي 1987 و2006، تبرع ترمب للمؤسسة بمبلغ 5.4 مليون دولار، وأُنفق هذا المبلغ بحلول نهاية 2006. بعد تبرعه بمبلغ إجمالي قدره 65,000 دولار في عامي 2007 و2008، توقف عن تقديم أي أموال شخصية للمؤسسة، وقد حصلت المؤسسة على ملايين الدولارات من متبرعين آخرين، من بينهم 5 ملايين دولار من فينس مكمان. قدمت المؤسسة تبرعات لجمعيات خيرية متعلقة بالصحة والرياضة، ومجموعات محافظة،
في عام 2016، ذكرت صحيفة واشنطن بوست أن المؤسسة ارتكبت عدة انتهاكات قانونية وأخلاقية محتملة، بما في ذلك ادعاءات بالتحايل الضريبي. وفي نفس العام، وجدت النيابة العامة في نيويورك أن المؤسسة تنتهك قانون الولاية بسبب جمع التبرعات دون الخضوع للمراجعات السنوية الخارجية المطلوبة بموجب القانون، وأمرت بوقف أنشطتها لجمع التبرعات في نيويورك فورًا. أعلن فريق ترمب في ديسمبر 2016 عن حل المؤسسة.
في يونيو 2018، رفعت النيابة العامة في نيويورك دعوى مدنية ضد المؤسسة وترمب وأولاده البالغين وطالبت باسترداد 2.8 مليون دولار كتعويضات وغرامات إضافية. في ديسمبر 2018، توقفت المؤسسة عن العمل ووزعت أصولها على جمعيات خيرية أخرى. وفي نوفمبر 2019، أمر قاضٍ في ولاية نيويورك ترمب بدفع 2 مليون دولار لعدد من الجمعيات الخيرية بسبب إساءة استخدام أموال المؤسسة.

### الشؤون القانونية والإفلاسات
كان روي كون المحامي والمستشار الشخصي لدونالد ترمب على مدى 13 عامًا خلال السبعينيات والثمانينيات، ووفقًا لترامب، كان كوهن يتنازل أحيانًا عن أتعابه بسبب الصداقة بينهما. في عام 1973، ساعد كون ترمب في رفع دعوى ضد الحكومة الأمريكية بقيمة 100 مليون دولار كرد على اتهامات بالتمييز العنصري في ممتلكاته العقارية. رُفضت الدعوى المضادة لترامب، وسُوّيت القضية بموجب اتفاق يلزم عائلة ترمب بإلغاء التمييز. في عام 1975، في عام 1975، جرى التوصل إلى اتفاق يلزم شركات وممتلكات ترمب بتزويد رابطة نيويورك الحضرية بقائمة أسبوعية بالوحدات السكنية الشاغرة التي يملكها ترامب، وذلك لمدة عامين لمنع التمييز. وقام كون بتعريف ترمب على المستشار السياسي روجر ستون الذي استعان بخدماته في التعامل مع الحكومة الفِدرالية.
وفقًا لتحليل سجلات المحاكم فِدراليًا ومحليًا أجرته يو إس إيه توداي في عام 2018، كان ترمب وشركاته قد شاركوا في أكثر من 4000 قضية قانونية. وعلى الرغم من أن ترمب لم يتقدم بطلب إفلاس شخصي، إلا أن فنادقه وكازينوهاته المتعثرة في أتلانتيك سيتي ونيويورك تقدمت بطلب حماية من الإفلاس بموجب الفصل 11 ست مرات بين عامي 1991 و2009. وواصلت هذه الشركات العمل فيما أعادت البنوك هيكلة الديون وخفضت حصص ترمب في تلك الممتلكات.
خلال الثمانينيات، قدم أكثر من 70 بنكًا لترمب قروضًا بقيمة 4 مليارات دولار. وبعد إفلاس بعض شركاته في بداية التسعينيات، رفضت معظم البنوك الكبرى إقراضه باستثناء بنك دويتشه. بعد اقتحام كابيتول الولايات المتحدة 2021، قرر بنك دويتشه التوقف عن التعامل مع ترمب أو شركاته في المستقبل.

## هاتف ترامب
أطلقت منظمة ترامب التابعة لدونالد ترامب هاتفًا بإسم المنظمة (هاتف ترامب T1) في شهر يونيو 2025، وكان ذلك ضمن جهود دونالد ترامب لتعزيز الصناعة المحلية للولايات المتحدة، قد أثار إطلاق هذا الهاتف بعض القضايا الخاصة بشأن إستخدام إسم ترامب للفائدة الشخصية لدونالد ترامب أثناء منصبه.

## المسيرة الإعلامية

### الكتب
كـ كاتب خفي، أصدر ترمب 19 كتابًا تحت اسمه. صدر أول كتاب لترمب بعنوان فن الصفقة في عام 1987، وسرعان ما أصبح من قائمة نيويورك تايمز لأكثر الكتب مبيعا. ورغم أن اسم ترمب وُضع ككاتب مشارك، إلا أن الكتاب كتبه بالكامل توني شوارتز. وفقًا لمجلة ذا نيو يوركر، ساعد هذا الكتاب في إبراز صورة ترمب كرجل أعمال ناجح ورمز للطموح.

### الأفلام والتلفزيون
ظهر ترمب في العديد من الأفلام والبرامج التلفزيونية بين عامي 1985 و2001.

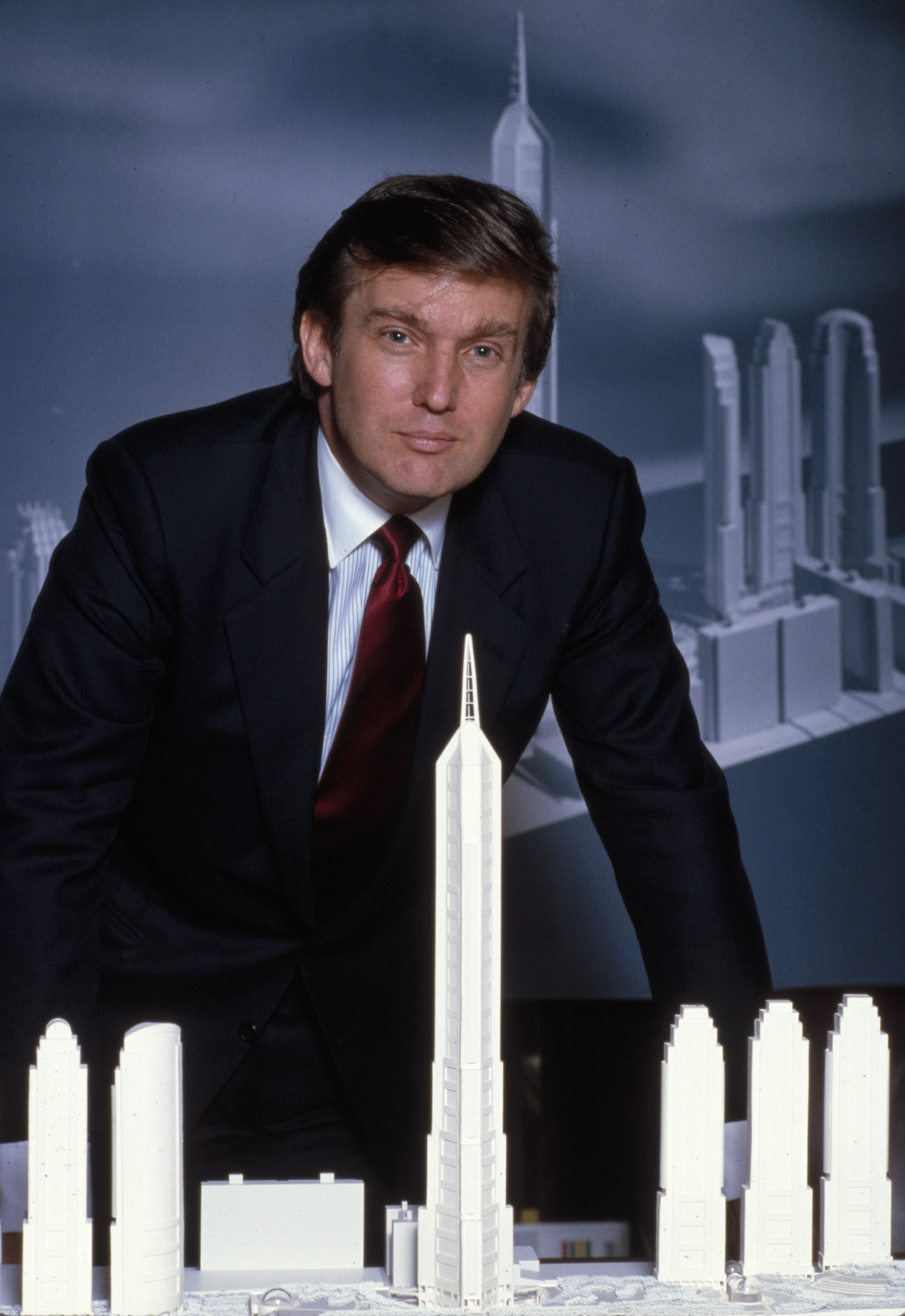
ترمب في عام 1985 مع نموذج لأحد مشاريعه التطويرية الملغاة في مانهاتن

بدأ من التسعينيات، حيث استضافه برنامج هوارد ستيرن نحو 24 مرة. كما قدم برنامجًا إذاعيًا قصيرًا خاصًا به تحت عنوان ترامبد! من عام 2004 حتى 2008. ومن عام 2011 حتى 2015، عمل كمعلق ضيف في برنامج فوكس آند فريندز.
من عام 2004 حتى 2015، كان ترمب منتجًا مشاركًا ومضيفًا لبرامج ذا أبرينتايس وذا سيليبريتي أبرينتايس. في هذه البرامج، كان يُعرض كشخصية المدير التنفيذي الثري والناجح الذي يقصي المتسابقين بعبارته الشهيرة "أنت مطرود". ووصفت صحيفة نيويورك تايمز شخصيته في البرنامج بأنها «نسخة مُشابهة إلى حد كبير من ترامب.» وقد أعادت هذه البرامج تشكيل صورته ليتعرف عليه ملايين المشاهدين في جميع أنحاء الولايات المتحدة. وقد جنى من الاتفاقيات المرتبطة بهذه البرامج أكثر من 400 مليون دولار.
في فبراير 2021، استقال ترمب من عضوية ساج أفترا والتي كان عضوًا فيها منذ عام 1989، لتجنب جلسة تأديبية تتعلق بأحداث اقتحام الكابيتول في 6 يناير. وبعد يومين، قررت النقابة حظره نهائيًا.

## الطموحات السياسية المبكرة
بدأ مسيرته السياسية عام 1987 كعضو في الحزب الجمهوري، ثم انضم في عام 1999 إلى حزب الاستقلال؛ الفرع التابع لحزب الإصلاح في نيويورك. انتقل للانضمام إلى الحزب الديمقراطي في عام 2001، ليعود مجددًا إلى الحزب الجمهوري عام 2009، ثم انفصل عن الأحزاب السياسية عام 2011، وعاد إلى الحزب الجمهوري في عام 2012.
في عام 1987، نشر دونالد ترمب إعلانات في ثلاث صُحف كُبرى، ليُعبّر عن رأيه بالسياسة الخارجية وكيفية القضاء على العجز في الميزانية الفِدرالية.
في عام 1988، تواصل مع المُستشار السياسي لي أتواتر طالبًا أن يُنظر في إمكانية اختياره كرفيق حمله للمرشح الجمهوري جورج بوش الأب الذي اعتبر الطلب غير منطقي.

## الإنتخابات الرئاسية 2016
ترشح ترمب كمرشح في الانتخابات التمهيدية الرئاسية لحزب الإصلاح 2000 لمدة ثلاثة أشهر لكنهُ انسحب من السباق في فبراير 2000.

في عام 2011، أعرب ترمب عن احتمال الترشح ضد الرئيس باراك أوباما في انتخابات 2012 وظهر لأول مرة في مؤتمر العمل السياسي المحافظ في فبراير 2011 كما ألقى خطابات في الولايات المهمة في الانتخابات التمهيدية. وفي مايو 2011، أعلن أنه لن يترشح. في ذلك الوقت، لم تُؤخذ طموحات ترمب الرئاسية بجدية.

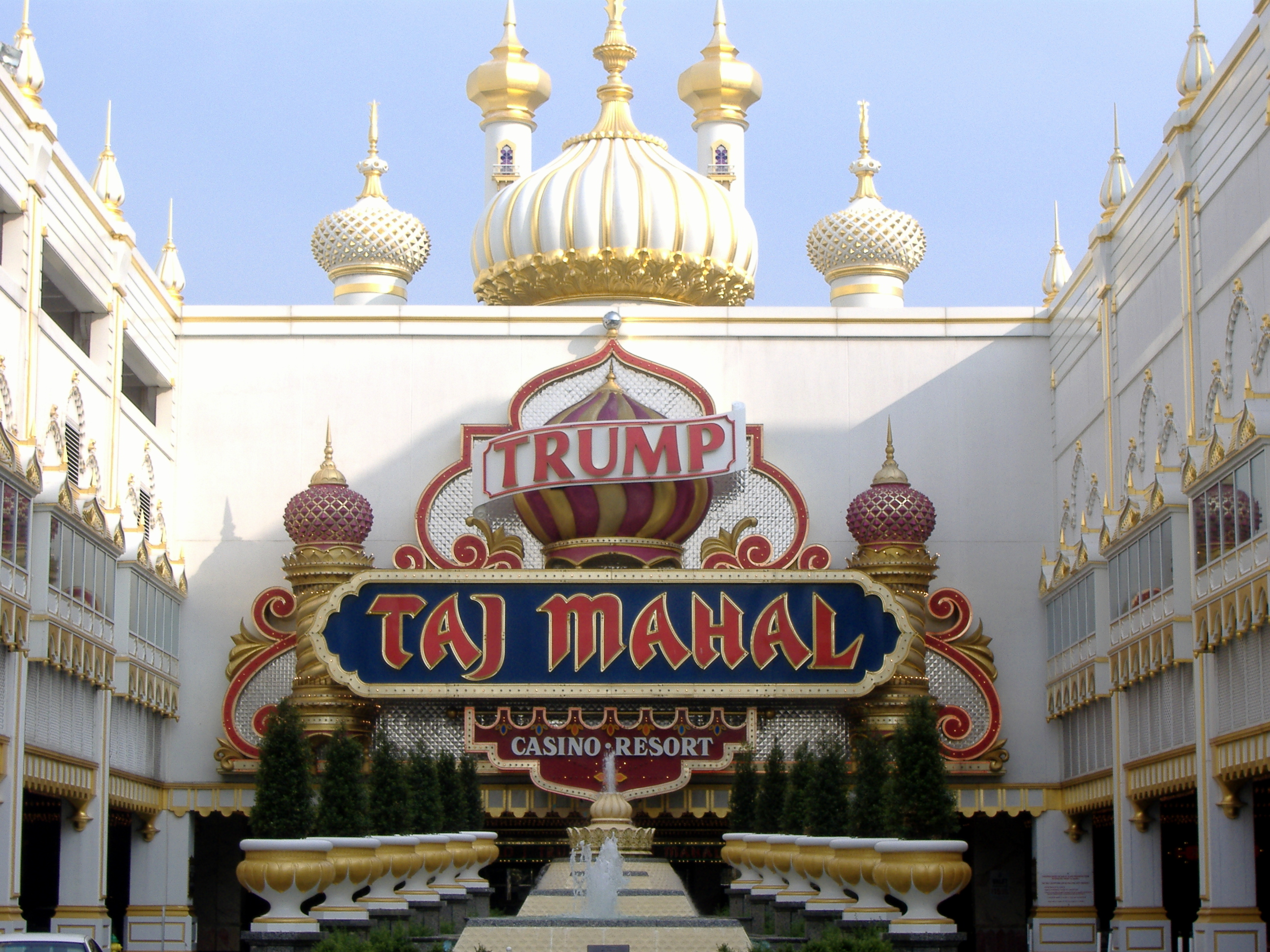
مدخل ترمب تاج محل في أتلانتيك سيتي.

أعلن ترمب ترشحه للرئاسة بطريقة رسمية في 16 يونيو 2015 من برج ترامب في نيويورك، وتحدث خلال خطابه الانتخابي عن العديد من القضايا مثل الهجرة غير الشرعية، والاقتصاد، والبطالة، والدين العام الأمريكي والارهاب. وأعلن عن شعار حملته الانتخابية (اجعل أمريكا عظيمة مرة أخرى).
تقدمت هيلاري كلينتون على ترمب في متوسط استطلاعات الرأي الوطنية طوال الحملة، لكن ضاقت الفجوة بينهما في أوائل شهر يوليو. اختار ترمب حاكم ولاية إنديانا (مايك بنس) ليكون شريكه في الحملة، ورُشّح الثنائي في مؤتمر الحزب الجمهوري الوطني لعام 2016. واجه ترمب وكلينتون بعضهما في ثلاث مناظرات رئاسية في شهر سبتمبر وأكتوبر 2016، ورفض ترمب مرتين أن يصرح ما إذا كان سيقبل نتائج الانتخابات أم لا.

#### الانتخابات الأولية للحزب الجمهوري
أعلن ترمب ترشحه للرئاسة ودخل سباق الترشح عن الحزب الجمهوري وكان واحد من أصل 17 مرشح يتنافسون على تمثيل الحزب في الانتخابات الرئاسية العامة حيث كان هذا أكبر عدد من المرشحين عن حزب واحد في تاريخ الولايات المتحدة.

شارك ترمب في 11 من أصل 12 مناظرة للحزب الجمهوري وحصلت المناظرات بمشاهدة عالية على التلفزيون مما أدى إلى زيادة شعبية حملته الانتخابية. وبحلول مطلع عام 2016 كان ترمب واحد من المرشحين المفضلين مع السيناتور تيد كروز وحاكم ولاية أوهايو جون كيسيك. في بداية شهر مارس بدى واضحًا أن ترمب هو الذي سيحصل على ترشيح الحزب الجمهوري بسبب فوزه بالانتخابات الأولية للحزب على بقية المرشحين.

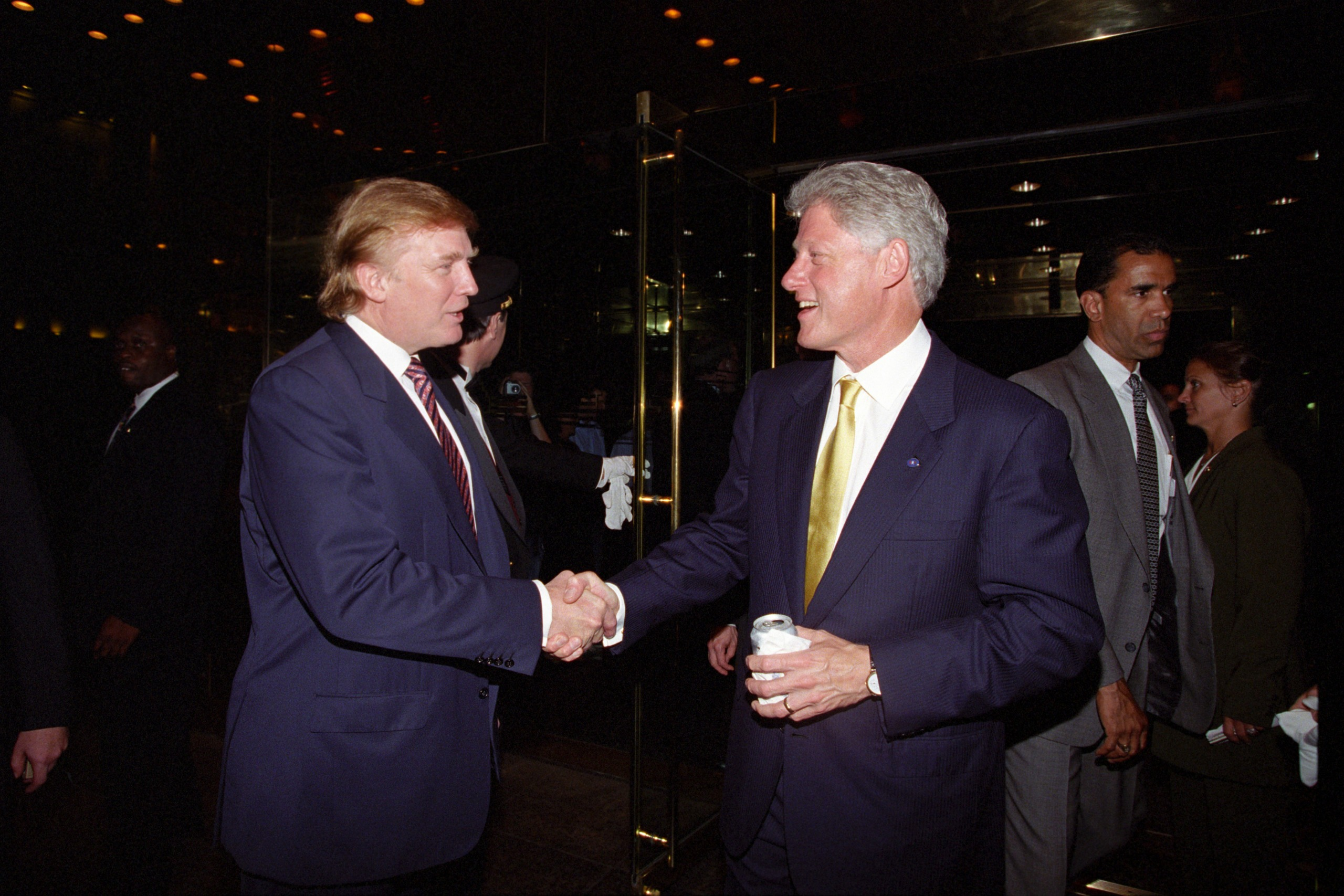
ترمب والرئيس بيل كلينتون في يونيو 2000.

أعلن الحزب الجمهوري رسميًا فوز ترمب بالترشيح بتاريخ 3 مايو 2016 بفوز ساحق حيث أعلن الحزب أن ترمب حصل على 14,015,993 صوتًا، ما يجعله أعلى عدد أصوات حصل عليه مرشح واحد في الانتخابات الأولية للحزب. في النهاية أعلن الحزب أن ترمب حصل على 58.3 بالمئة من الأصوات وحل تيد كروز ثانيًا بحصوله على 25.1 بالمئة من أصوات مقترعي الحزب الجمهوري.
بعد حصول حملة ترامب على ترشيح الحزب الجمهوري تحولت أنظارهم صوب منافسته في الانتخابات العامة هيلاري كلينتون والتي حصلت على ترشيح الحزب الديمقراطي في منتصف شهر يونيو من سنة 2016.
أعلن دونالد ترمب عن اختياره لمايك بنس حاكم ولاية إنديانا ليكون نائبًا للرئيس في حال فوزه بتاريخ 15 يوليو 2016. وتمت أول مناظرة رئاسية بين ترمب وكلينتون بتاريخ 26 سبتمبر 2016 وأقيمت في جامعة هوفسترا الواقعة بولاية نيويورك، وسجلت هذه المناظرة رقمًا قياسيًا من حيث عدد المتابعين بتاريخ الولايات المتحدة، فقد وصل عدد المشاهدين إلى 84 مليونًا دون احتساب من شاهد المناظرة عبر الإنترنت والأشخاص الذين شاهدوها بصورة جماعية في الحفلات والحانات والمطاعم والمكاتب. و بعدها أقيمت ثاني مناظرة بين المرشحين في جامعة واشنطن في سانت لويس بولاية ميزوري بتاريخ 9 أكتوبر 2016. والمناظرة الثالثة والأخيرة أقيمت بولاية نيفادا بتاريخ 19 أكتوبر 2016.

#### خطاب الحملة مواقفها السياسية
أهم القضايا السياسية التي أصر عليها ترمب كانت العلاقات الأمريكية الصينية ومراجعة الاتفاقيات الاقتصادية الدولية مثل نافتا والشراكة العابرة للمحيط الهادئ، ومحاربة الهجرة غير الشرعية إلى الولايات المتحدة، وتقوية نظام الطاقة وتحديث البنية التحتية للبلاد، ووعد بالاهتمام بوزارة شؤون المحاربين القدامى، وتبديل قانون الرعاية الصحية الأمريكي «أوباما كير» بما هو أفضل بالإضافة إلى تخفيض الضرائب للطبقى الوسطى، ورفع الصرف المحلي على الشؤون العسكرية، ومحاربة تنظيم الدولة الإسلامية (داعش).

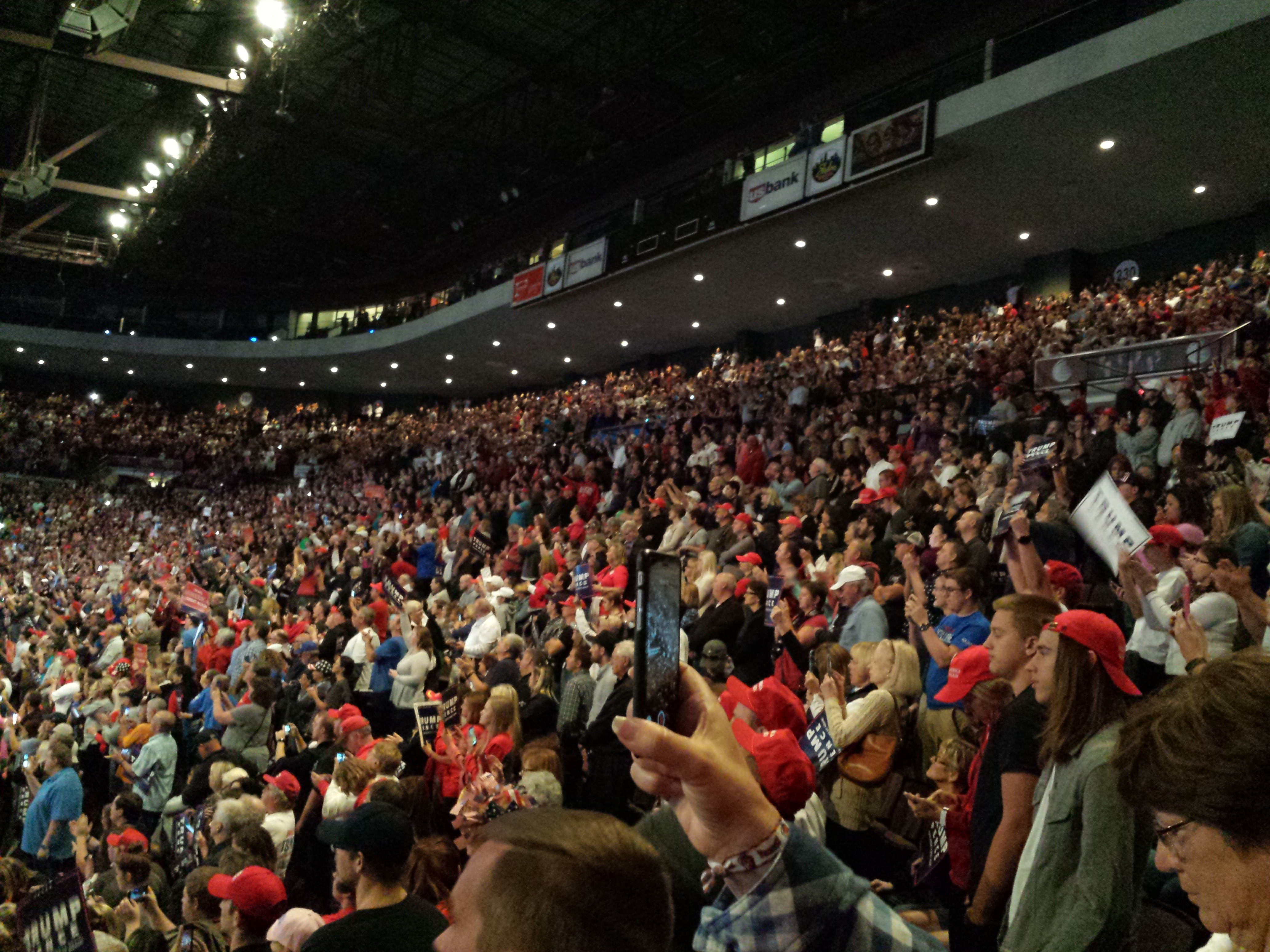
جانب من الجماهير في احد خطابات ترمب خلال حملته الرئاسية

اتسمت مواقف ترمب بشعبويتها حيث يحمل مواقف يتفق معها الحزب الجمهوري مثل تخفيض الضرائب ومواقف أخرى تميز الحزب الديمقراطي مثل زيادة الصرف على البنية التحتية مما أدى إلى زيادة شعبيته بين الناخبين.

#### الإفصاحات المالية
أفادت التقارير التي قدّمها ترامب، وفقا لمتطلبات لجنة الانتخابات الفِدرالية، بامتلاكه أصولا تتجاوز قيمتها 1.4 مليار دولار، ودين مستحق قيمته لا تقل عن 315 مليون دولار. لم ينشُر ترمب إقراراته الضريبية، على عكس ما اعتاد عليه جميع المرشحين الرئيسيين منذ عام 1976، على الرغم من تعهده في عامي 2014 و2015 بنشرها إذا قرر الترشح. وعلّل موقفه بأن إقراراته الضريبية تخضع للتدقيق، وأن مستشاريه القانونيين نصحوه بعدم الكشف عنها. وبعد معركة قضائية طويلة لمنع تسليم سجلاته الضريبية وغيرها من السجلات إلى مدعي مانهاتن في إطار تحقيق جنائي، والتي تضمنت تقديم ترمب استئنافين للمحكمة العليا الأميركية، سمحت المحكمة العليا في فبراير 2021 بتسليم السجلات للمدعي العام لتراجعها هيئة محلفين كبرى.

#### انتخابه للرئاسة
افتتح أول مركز للتصويت في الساعة الخامسة من يوم الثلاثاء تاريخ 8 تشرين الثاني 2016 وبالتوقيت المحلي (العاشرة بتوقيت غرينتش) في ولاية فيرمونت

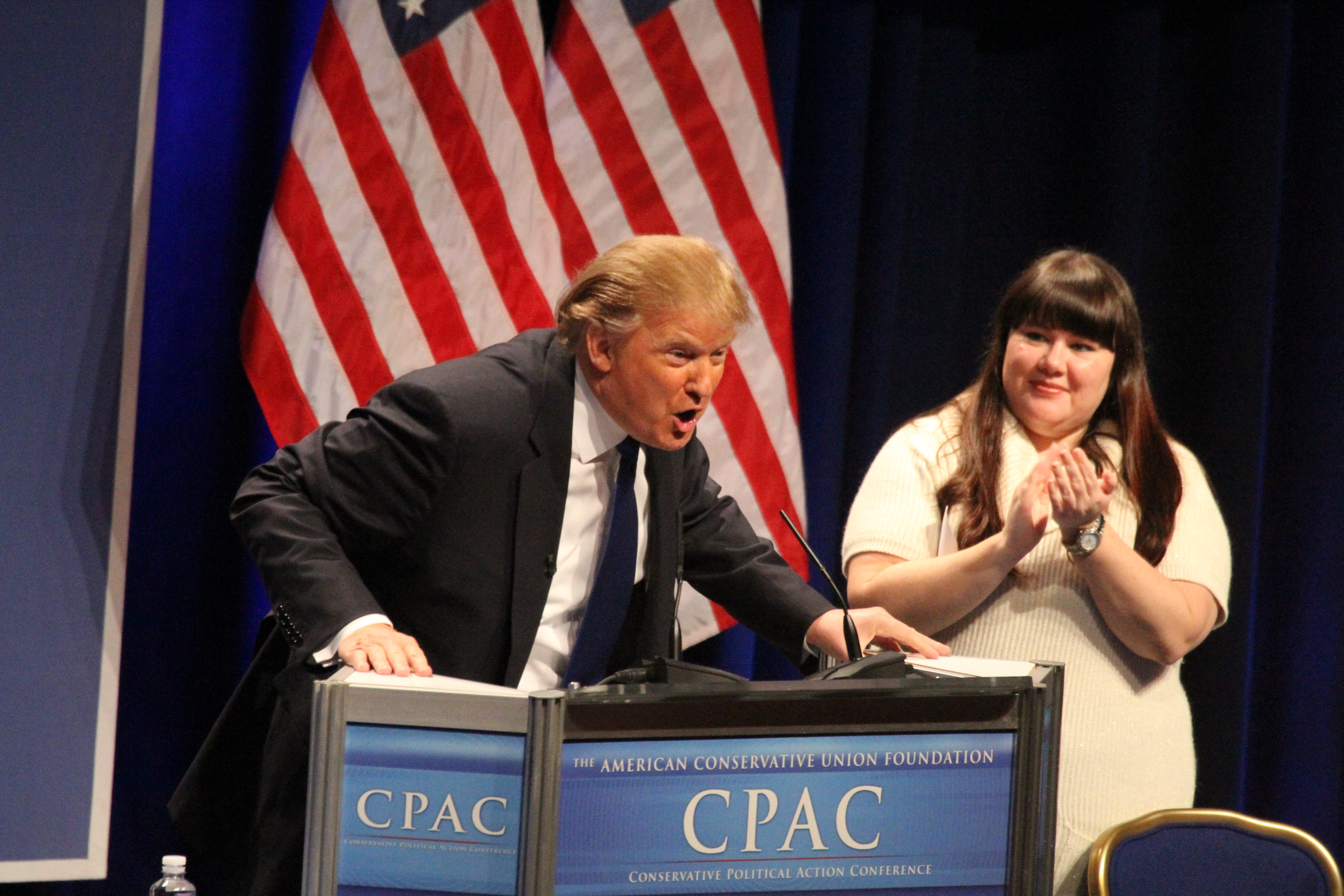
ترمب يتحدث في مؤتمر العمل السياسي المحافظ عام 2011.

 آخر مراكز التصويت أبوابها في غرب الولايات المتحدة وفي ولاية ألاسكا على الساعة السادسة صباحًا بتوقيت غرينيتش.
وتقدم المرشح الجمهوري دونالد ترمب على الديمقراطية هيلاري كلينتون في أصوات المجمع الانتخابي الذي يحتاج أي من المرشحين إلى 270 من أصواته الإجمالية البالغة 538 صوتًا للفوز بمنصب الرئاسة الأميركية.
وحصل ترمب على 306 صوتاً مقابل 232 لكلينتون بينما يتطلب الفوز الحصول على 270 صوتًا على الاقل، وذلك بعد إعلان النتائج الرسمية في أغلب ولايات الشرق والوسط الأميركي.
وفاز دونالد ترمب من الحزب الجمهوري في الانتخابات الرئاسية الأمريكية، ليكون الرئيس الخامس والأربعين للولايات المتحدة ويخلف سلفه الديمقراطي باراك أوباما.
وفاز ترمب في ولايات أوهايو وكنتاكي وإنديانا وفرجينيا الغربية وكارولاينا الشمالية والجنوبية ومسيسيبي وتينيسي وألاباما ووايومينغ وتكساس وداكوتا الجنوبية وداكوتا الشمالية ونبراسكا وأركنساس ومونتانا وفلوريدا وآيوا
بينما فازت هيلاري كلينتون في ولايات فيرجينيا وماساشوستس وميريلاند ونيوجيرسي وديلاوير ورود آيلاند وإلينوي ونيويورك وكونكتيكت ونيفادا وكاليفورنيا

## الرئاسة الأولى (2017-2021)
أقيمت في 20 يناير 2017 مراسم تنصيب دونالد ترمب رئيسًا للولايات المتحدة الأمريكية ليصبح الرئيس الخامس والأربعين للولايات المتحدة وحضر التنصيب كل من جورج بوش الاب والوزيرة هيلاري كلينتون وجورج بوش الابن وبيل كلينتون وأوباما. وفي اليوم التالي، شهد العالم مسيرات احتجاجية ضخمة عُرفت باسم مسيرات النساء، شارك فيها ما يُقدر بـ 2.6 مليون شخص حول العالم، من بينهم نحو نصف مليون متظاهر في واشنطن العاصمة وحدها.

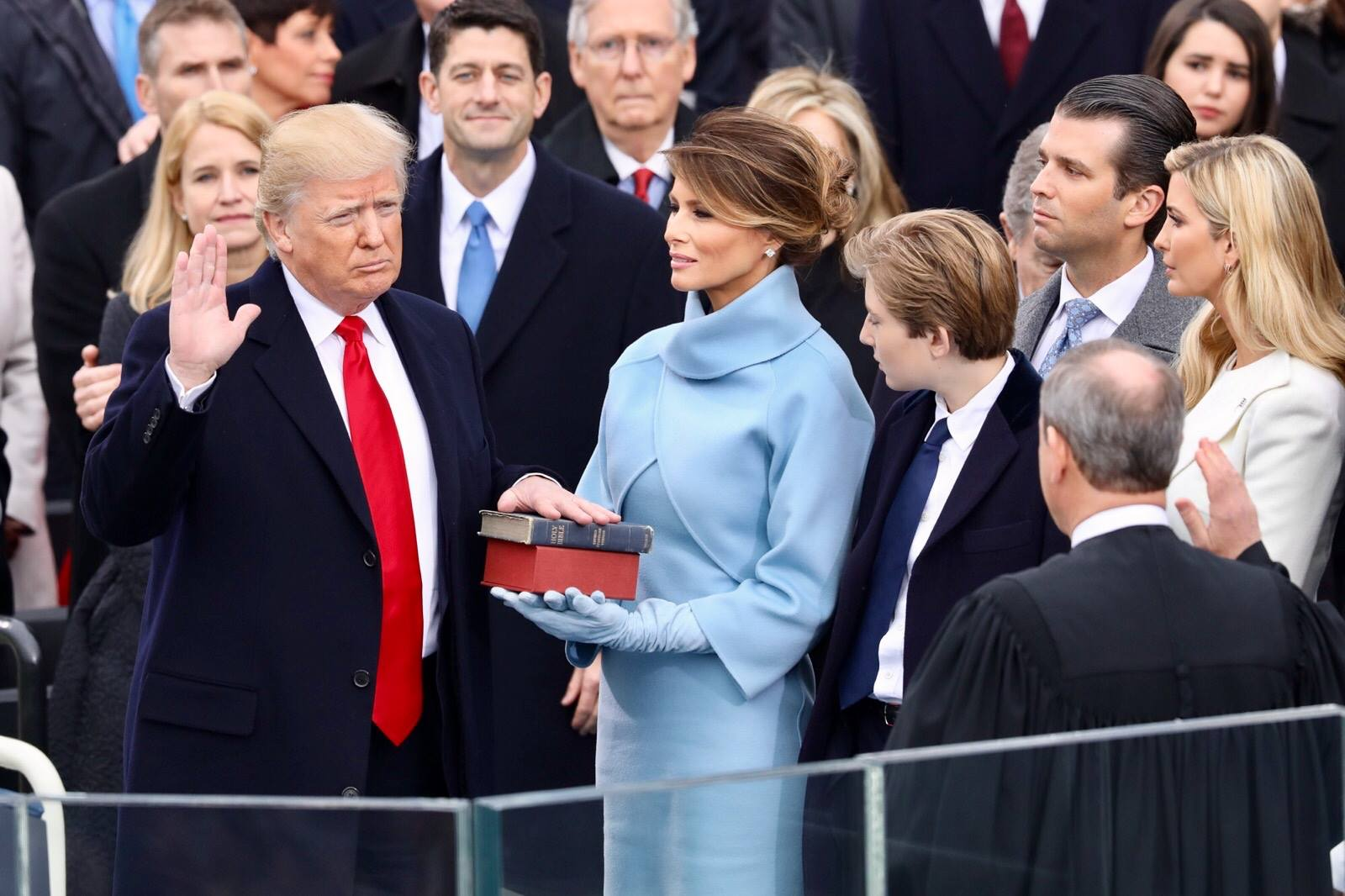
ترمب يؤدي اليمين الدستورية للمرة الأولى أمام رئيس المحكمة العليا جون روبرتس جونيور في مبنى الكابيتول في 20 يناير/كانون الثاني 2017.

كانت هذه المسيرات واحدة من أكبر الاحتجاجات في تاريخ الولايات المتحدة، حيث عبر المشاركون عن قلقهم من سياسات ترمب ومواقفه بشأن قضايا متعددة، بما في ذلك حقوق المرأة، والهجرة، والعدالة الاجتماعية، وغيرها من القضايا التي اعتقدوا أنها قد تكون مهددة في ظل إدارته.

### القرارات المبكرة
خلال أول أسبوع له في منصبه، وقع دونالد ترمب ستة أوامر تنفيذية، شملت: تفعيل إجراءات لإلغاء قانون حماية المرضى والرعاية الميسرة، الانسحاب من مفاوضات الشراكة عبر المحيط الهادئ، تسريع مشروعي خطوط أنابيب كيستون إكس إل وداكوتا أكسس، التخطيط لبناء جدار على طول الحدود الأمريكية مع المكسيك.
كما عيّن ترمب ابنته إيفانكا ترامب مساعدة له، وصهره جاريد كوشنر مستشارًا كبيرًا، مما أثار جدلًا حول دور العائلة في الإدارة وتأثيرها على صنع القرار.

### تضارب المصالح
قبل تنصيبه رئيسًا، نقل دونالد ترمب إدارة أعماله إلى صندوق ائتماني قابل للإلغاء، بدلًا من إنشاء صندوق ائتماني أعمى أو أي ترتيب آخر يهدف إلى فصله تمامًا عن مصالحه التجارية. على الرغم من ذلك، استمر ترمب في جني الأرباح من أعماله وظل على علم بكيفية تأثير سياسات إدارته على هذه المصالح. ورغم تصريحه بأنه سيتجنب "الصفقات الأجنبية الجديدة"، واصلت منظمة ترمب توسيع عملياتها في اسكتلندا ودبي وجمهورية الدومينيكان.

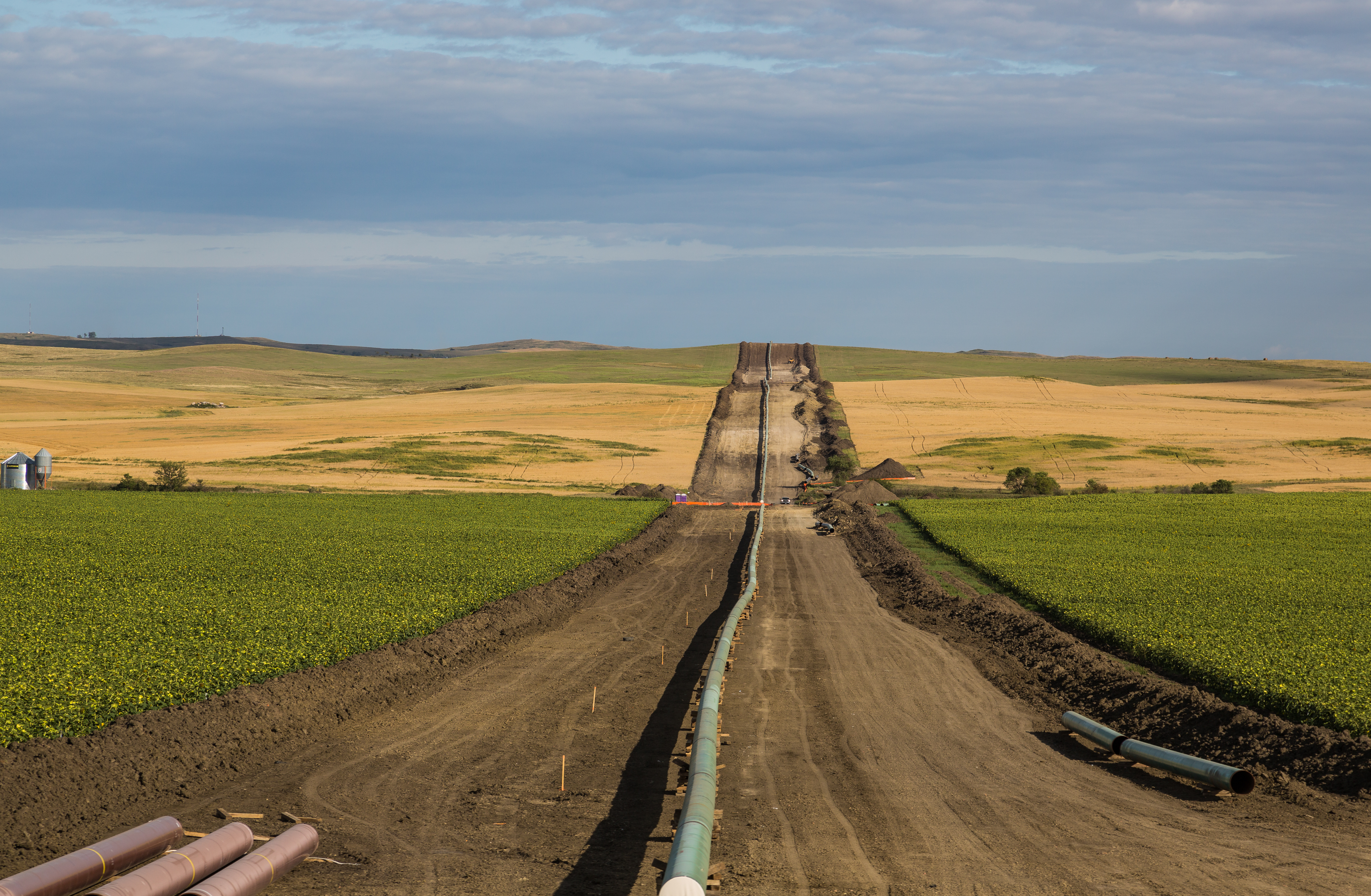
خط أنابيب داكوتا أكسيس الذي استؤنف العمل به في عهد إدارة ترامب.

كما حققت منتجعات وفنادق ترمب أرباحًا كبيرة، تُقدّر بمئات الملايين من الدولارات، من إنفاق جماعات الضغط، ومسؤولي حكومات أجنبية، والمتبرعين والحلفاء السياسيين. واجه ترمب دعاوى قضائية تتهمه بانتهاك بنود المنع الدستورية (Emoluments Clauses) في الدستور الأمريكي، التي تمنع الرئيس من تلقي مكاسب مالية من حكومات أجنبية أو مصادر داخلية دون موافقة الكونغرس. كانت هذه القضايا أول تطبيق جدي لهذه البنود في المحاكم. ورغم ذلك، رُفضت إحدى القضايا في محكمة أدنى، بينما رفضت المحكمة العليا الأمريكية قضيتين أخريين بعد انتهاء ولايته، بحجة أنهما لم تعودا ذات صلة.

### السياسة الداخلية
تولى دونالد ترمب منصبه خلال ذروة أطول فترة توسع اقتصادي في تاريخ الولايات المتحدة، والتي بدأت في عام 2009 واستمرت حتى فبراير 2020، عندما بدأ الركود الناتج عن جائحة كوفيد-19. في ديسمبر 2017، وقع ترمب قانون التخفيضات الضريبية والوظائف لعام 2017، الذي خفض معدلات الضرائب على الشركات والأفراد وجعل العقوبة المرتبطة بشرط التأمين الصحي الفردي في قانون الرعاية بأسعار معقولة تساوي الصفر. زعمت إدارة ترمب أن هذا القانون لن يؤدي إلى انخفاض إيرادات الحكومة، لكن إيرادات عام 2018 كانت أقل بنسبة 7.6% مما كان متوقعًا. تحت إدارة ترامب، زاد العجز في الميزانية الفِدرالية بنسبة 50% تقريبًا، ليصل إلى ما يقرب من تريليون دولار في عام 2019. وبحلول نهاية فترة رئاسته، ارتفع الدين الوطني الأمريكي بنسبة 39% ليصل إلى 27.75 تريليون دولار، بينما بلغت نسبة الدين إلى الناتج المحلي الإجمالي أعلى مستوى لها منذ الحرب العالمية الثانية. كما فشل ترمب في تحقيق خطة إنفاق بقيمة تريليون دولار لتحسين البنية التحتية التي وعد بها أثناء حملته الانتخابية.

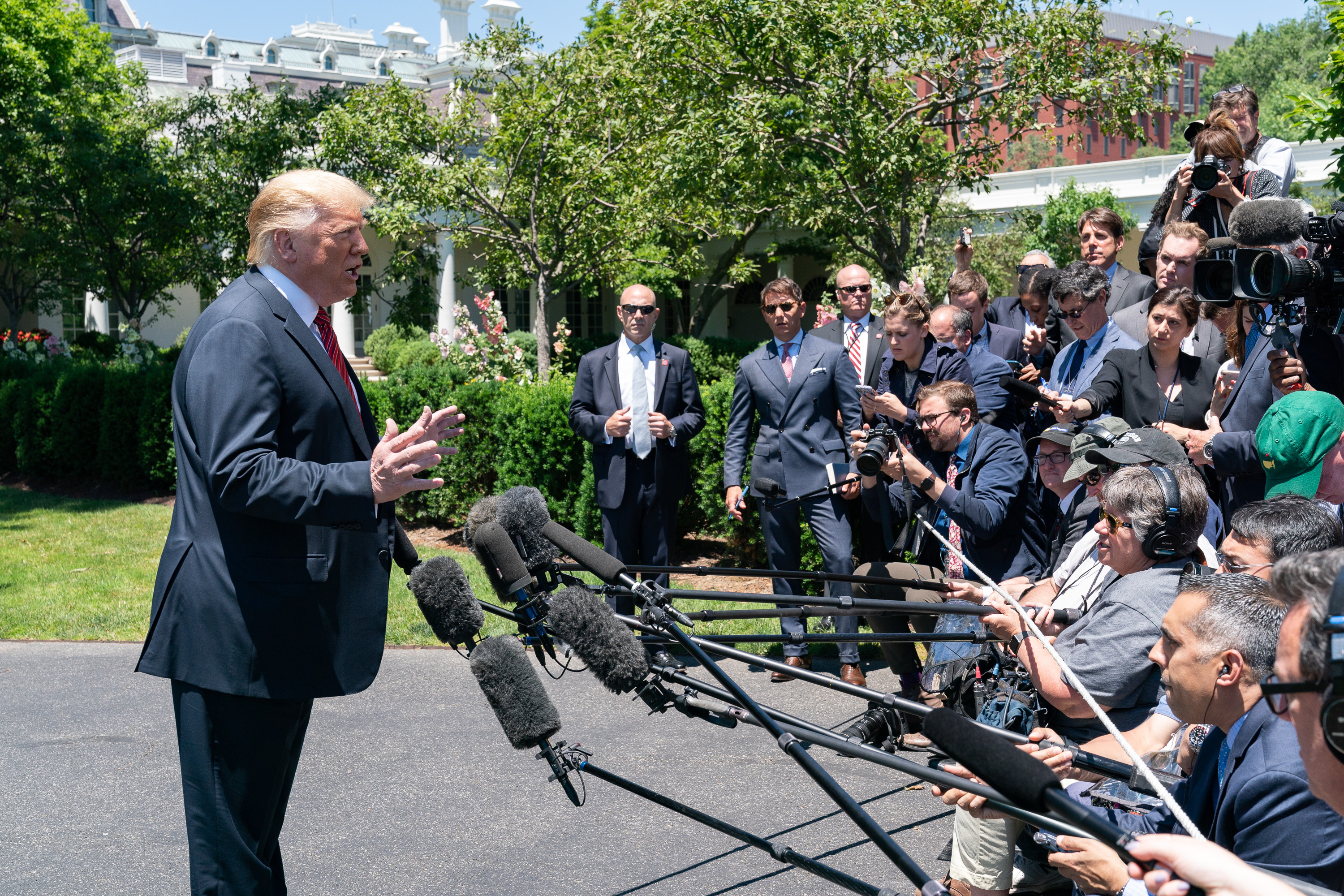
ترمب يتحدث للصحفيين في الحديقة الجنوبية للبيت الأبيض في يونيو 2019.

يُعد ترمب الرئيس الأمريكي الوحيد في العصر الحديث الذي غادر منصبه مع عدد أقل من الموظفين في سوق العمل مقارنة بعددهم عند توليه المنصب، بانخفاض بلغ 3 ملايين شخص. رفض ترمب الإجماع العلمي حول تغير المناخ، حيث خفض ميزانية أبحاث الطاقة المتجددة بنسبة 40% وعكس السياسات التي وضعتها إدارة أوباما للحد من تغير المناخ. كما انسحب من اتفاقية باريس للمناخ، مما جعل الولايات المتحدة الدولة الوحيدة غير الموقعة عليها. سعى ترمب إلى تعزيز إنتاج وتصدير الوقود الأحفوري، وشهد الغاز الطبيعي توسعًا خلال فترة رئاسته، لكن صناعة الفحم استمرت في الانخفاض. قام بإلغاء أكثر من 100 لائحة بيئية اتحادية، بما في ذلك تلك التي تهدف إلى الحد من انبعاثات الغازات الدفيئة وتلوث الهواء والماء واستخدام المواد السامة. كما أضعف حماية الحيوانات والمعايير البيئية لمشروعات البنية التحتية الفِدرالية، ووسع المناطق المسموح بها للتنقيب والاستخراج، بما في ذلك السماح بالتنقيب في الملجأ الوطني للحياة البرية في القطب الشمالي.
ألغى ترمب العديد من اللوائح الفِدرالية المتعلقة بالصحة والعمل والبيئة، بما في ذلك قانون يسمح للأشخاص الذين يعانون من أمراض عقلية شديدة بشراء الأسلحة. وخلال الأسابيع الستة الأولى من رئاسته، قام بتأجيل أو تعليق أو عكس تسعين لائحة اتحادية، وغالبًا بعد طلبات من الصناعات المتأثرة بهذه اللوائح. وجد معهد سياسة النزاهة أن 78% من مقترحات ترمب حظرتها المحاكم أو لم تنجح في التقاضي. رغم وعده خلال حملته الانتخابية بإلغاء واستبدال قانون الرعاية بأسعار معقولة، إلا أنه في الواقع قلص تنفيذ القانون من خلال أوامر تنفيذية، كما قلص فترة التسجيل وخفض التمويل المخصص للترويج للتسجيل. في عام 2018، انضمت إدارة ترمب إلى 18 ولاية يقودها الجمهوريون في قضية أمام المحكمة العليا، زاعمين أن إلغاء العقوبات المالية المرتبطة بشرط التأمين الصحي جعل القانون غير دستوري. لو نجحت هذه القضية، لكانت قد ألغت تغطية التأمين الصحي لما يصل إلى 23 مليون أمريكي، لكنها لم تنجح.

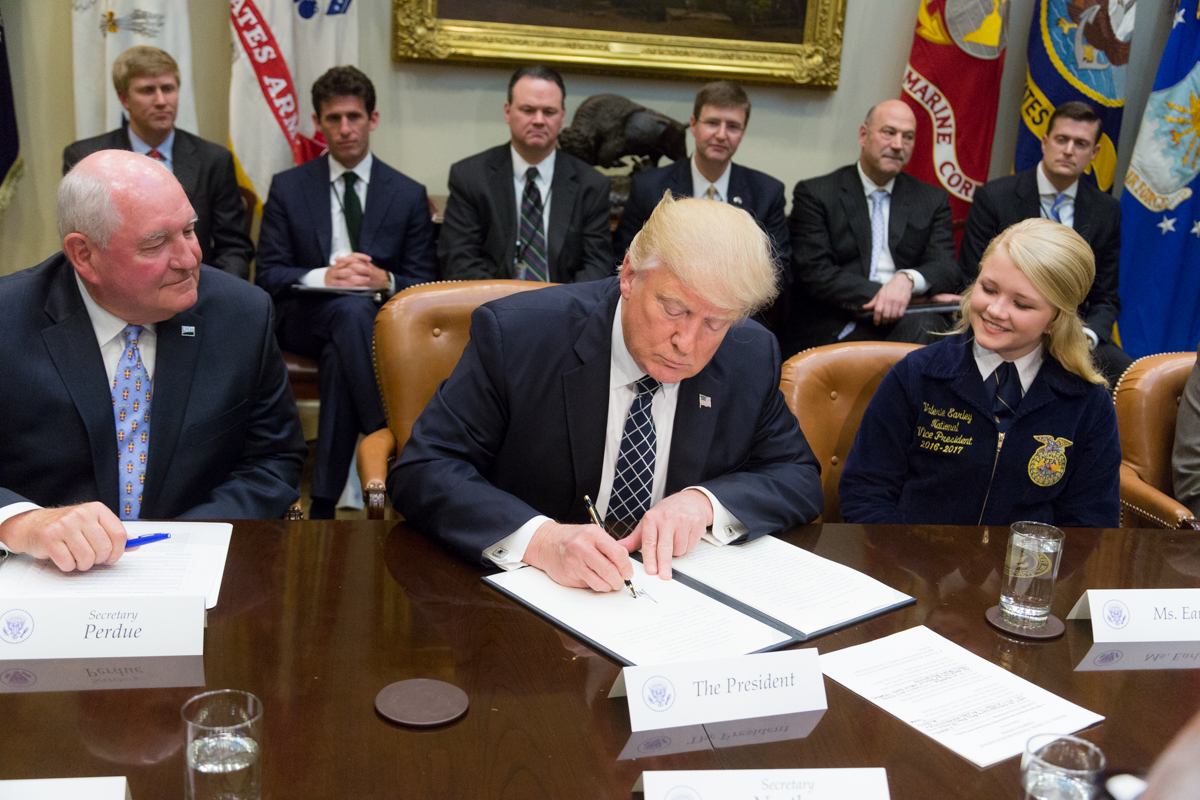
يوقع ترمب على أمر تنفيذي بشأن "الزراعة والازدهار الريفي" في 25 أبريل 2017.

في استجابة لأزمة الأفيون، وقع ترمب تشريعًا في عام 2018 لزيادة التمويل لعلاج الإدمان، لكنه تعرض لانتقادات واسعة بسبب غياب استراتيجية واضحة. منع ترمب المنظمات التي تقدم خدمات الإجهاض أو الإحالات إليه من تلقي الأموال الفِدرالية. وعلى الرغم من دعمه لـ"الزواج التقليدي"، فقد اعتبر شرعية زواج المثليين على المستوى الوطني أمرًا "محسومًا". ألغت إدارته مكونات أساسية من حماية التمييز في أماكن العمل التي وضعتها إدارة أوباما لمجتمع المتحولين. أوقف قاضٍ اتحادي محاولته لإلغاء الحماية من التمييز للمرضى المتحولين جنسيًا في أغسطس 2020 بعد أن وسعت المحكمة العليا حقوق الموظفين المدنية لتشمل الهوية الجنسية والتوجه الجنسي.
عبر ترمب عن معارضته للسيطرة على الأسلحة، على الرغم من أن مواقفه تطورت بمرور الوقت. اتخذت إدارته موقفًا معاديًا لتقنين الماريجوانا، وألغت سياسات عهد أوباما التي وفرت الحماية للولايات التي شرعتها. كان ترمب داعمًا منذ فترة طويلة لعقوبة الإعدام، ونفذت إدارته 13 عملية إعدام اتحادية، وهو عدد يتجاوز ما نُفّذ في الـ56 عامًا السابقة، منهية بذلك تعليقًا استمر 17 عامًا. في عام 2016، أيد استخدام وسائل التعذيب مثل الإغراق بالماء خلال استجواب المشتبه بهم.

### العلاقات العرقية
تعرض ترمب لانتقادات واسعة بسبب تصريحاته المتعلقة بمسيرة "توحيد اليمين" عام 2017 ، حيث أدان "هذا العرض الفظيع للكراهية والتعصب والعنف من جميع الأطراف" وأشار إلى وجود "أشخاص طيبين جدًا على كلا الجانبين"، وهو ما اعتُبر محاولة لمساواة أخلاقية بين جماعات تفوق العرق الأبيض والمناهضين لهم.
في يناير 2018، وأثناء نقاش حول قوانين الهجرة، نُقل عن ترمب وصفه السلفادور وهايتي وهندوراس وبعض الدول الأفريقية بأنها "بلدان قذرة"، مما أثار موجة إدانات واسعة اعتبرت تصريحاته عنصرية.
في يوليو 2019، أثار ترمب جدلًا جديدًا بعد تغريدة دعا فيها أربع نائبات ديمقراطيات جميعهن من الأقليات العرقية وثلاث منهن وُلدن في الولايات المتحدة، إلى "العودة" إلى الدول التي "أتين منها". وبعد يومين، أدان مجلس النواب هذه التصريحات بوصفها "عنصرية"، بتصويت 240 مقابل 187. في المقابل، لقيت تصريحاته ترحيبًا في بعض المنشورات القومية البيضاء ومنصات التواصل الاجتماعي، وواصل الإدلاء بتصريحات مشابهة خلال حملته الانتخابية لعام 2020.
في يونيو 2020، وأثناء الاحتجاجات التي أعقبت مقتل جورج فلويد، قامت قوات فِدرالية بإخلاء ساحة لافاييت قرب البيت الأبيض من متظاهرين سلميين في خطوة مثيرة للجدل. عقب ذلك، ظهر ترمب وهو يحمل الإنجيل أمام كنيسة سانت جون الأسقفية لالتقاط صورة، ما أثار انتقادات من زعماء دينيين اعتبروا التعامل مع المحتجين غير مبرر، وأدانوا جلسة التصوير. كما أعرب العديد من القادة العسكريين المتقاعدين والمسؤولين الدفاعيين عن رفضهم لاقتراحه استخدام الجيش لمواجهة الاحتجاجات المناهضة لوحشية الشرطة.

### العفو وتخفيف الأحكام
أصدر ترمب 237 قرارًا للعفو وهو عدد أقل من جميع الرؤساء مُنذ عام 1900 باستثناء جورج بوش الأب وجورج بوش الابن. فقط 25 من هذه الحالات فُحصها مكتب المحامي المسؤول عن العفو التابع لوزارة العدل؛ بينما الحالات الأخرى مُنحت لأشخاص لهم علاقات شخصية أو سياسية بترمب أو بأسرته أو حلفائه أو بناءً على توصية من المشاهير. في آخر يوم له في منصبه، أصدر ترمب 73 قرارًا بالعفو وخفف 70 حكمًا. بعض حلفاء ترمب لم يكونوا مؤهلين للعفو وفقًا لقواعد وزارة العدل، وفي حالات أخرى عارضت الوزارة منح العفو. كما عارض قادة عسكريون العفو عن ثلاثة أفراد عسكريين أُدينوا أو وُجهت لهم تهم بارتكاب جرائم عنف.

### السياسة الخارجية
وصِفَ ترمب باللاتدخليّ والوطنيّ. وقد صَرَّحَ مرارًا عن دعمه لانتهاج مبدأ "أميركا أولًا" في السياسة الخارجية. يدعم ترمب زيادة الإنفاق العسكري للولايات المتحدة في مجال الدفاع، ولكنه يُفضل في الآن ذاته تخفيض الإنفاق الأمريكي على حلف شمال الأطلسي (الناتو) وفي منطقة المحيط الهادئ، ويقول أنه ينبغي على أميركا النظر نحو الداخل وإيقاف ما يُطلق عليه "بناء البلدان" وإعادة توجيه مواردها صوب الحاجات الداخلية. شكك ترمب خلال حملته الانتخابية الرئاسية فيما كان سيقوم في حال أصبح رئيسًا بتوسيع تلقائي للضمانات الأمنية لأعضاء حلف شمال الأطلسي، ولمّح عن احتمال انسحاب الولايات المتحدة من حلف شمال الأطلسي في حال عدم إجراء تغييرات على الحلف. ولكنه أكد مجددًا على التزام الولايات المتحدة لحلف الناتو بعدما اُنتخِبَ رئيسًا.
دعا ترمب عام 2015 إلى اللجوء لاستخدام لقوات البرية والجوية الأمريكية في الاستيلاء على النفط في المناطق التي كان قد احتلها تنظيم الدولة الإسلامية في العراق والشام (داعش) بهدف مواجهتهم وإضعافهم. دافع ترمب عام 2016 عن مقترح لإرسال قوات أمريكية للشرق الأوسط يتراوح عددها ما بين 20 إلى 30 ألف، وهو موقف تراجع عنه فيما بعد.
المملكة المغربية
سنة 2020، يشكل القرار التاريخي، الذي سجله إعلان الرئيس الأمريكي دونالد ترمب بالاعتراف لأول مرة في تاريخ الولايات المتحدة الأمريكية بالسيادة الكاملة للمملكة المغربية على منطقة الصحراء المغربية، عملا يندرج في إطار استمرارية السياسة الأمريكية تجاه حليف وشريك استراتيجي منذ أمد طويل.
روسيا

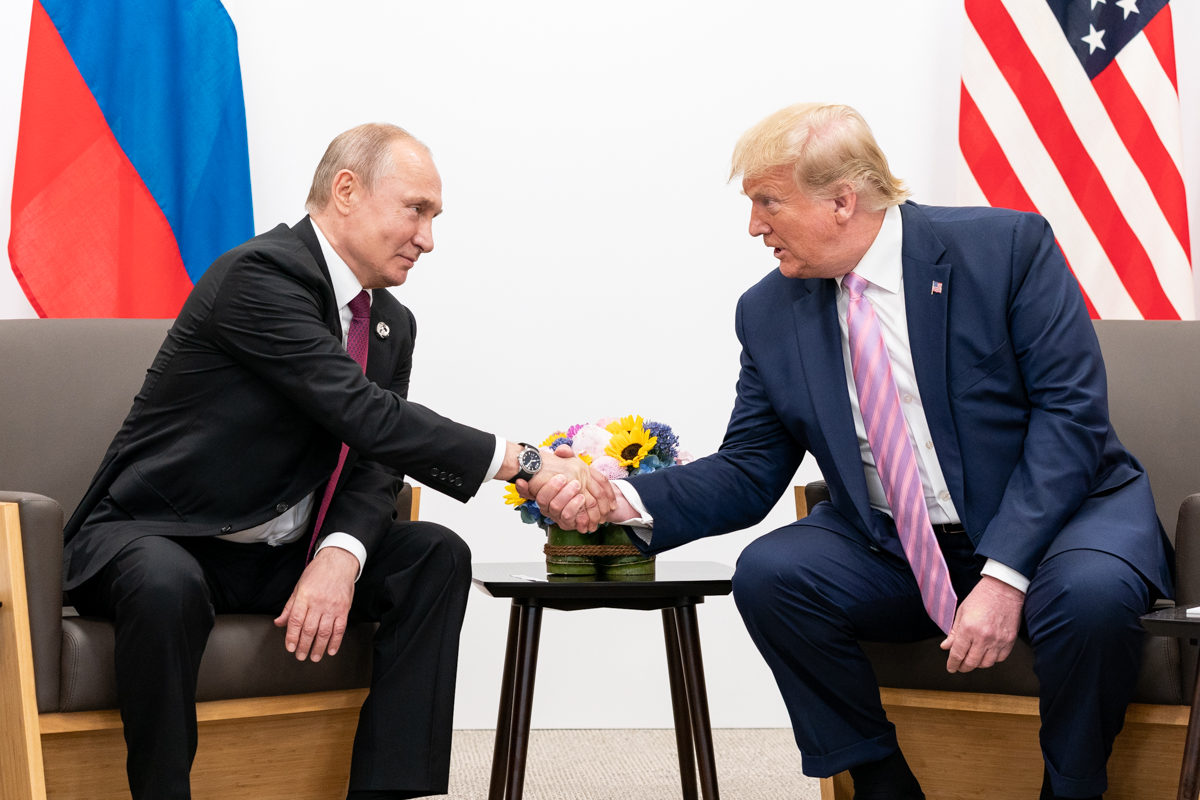
فلاديمير بوتين وترمب يتصافحان في قمة أوساكا في يونيو 2019.

سحبت إدارة ترمب العقوبات التي فرضتها الولايات المتحدة ضد الكيانات الروسية بعد ضم روسيا للقرم في 2014. سحب ترمب الولايات المتحدة من معاهدة الصواريخ النووية متوسطة المدى مشيرًا إلى عدم امتثال روسيا المزعوم، ودعم احتمالية عودة روسيا إلى مجموعة السبع.
كرّر ترمب مديحه للرئيس الروسي فلاديمير بوتين ونادرًا ما وجه له النقد، لكنه عارض بعض تصرفات الحكومة الروسية. بعد اجتماعه مع بوتين في قمة هلسنكي عام 2018، تعرض ترمب لانتقادات من الحزبين لقبوله نفي بوتين التدخل الروسي في انتخابات الولايات المتحدة 2016 بدلاً من قبول نتائج وكالات الاستخبارات الأمريكية. لم يناقش ترمب مع بوتين ما يُزعم عن برنامج المكافآت الروسي التي استُخدمت لتقديم مكافآت لمقاتلي طالبان مقابل مهاجمة جنود أمريكيين في أفغانستان قائلاً إنهُ يشكك في صحة المعلومات الاستخباراتية ولم يُطلع عليها.
الصين

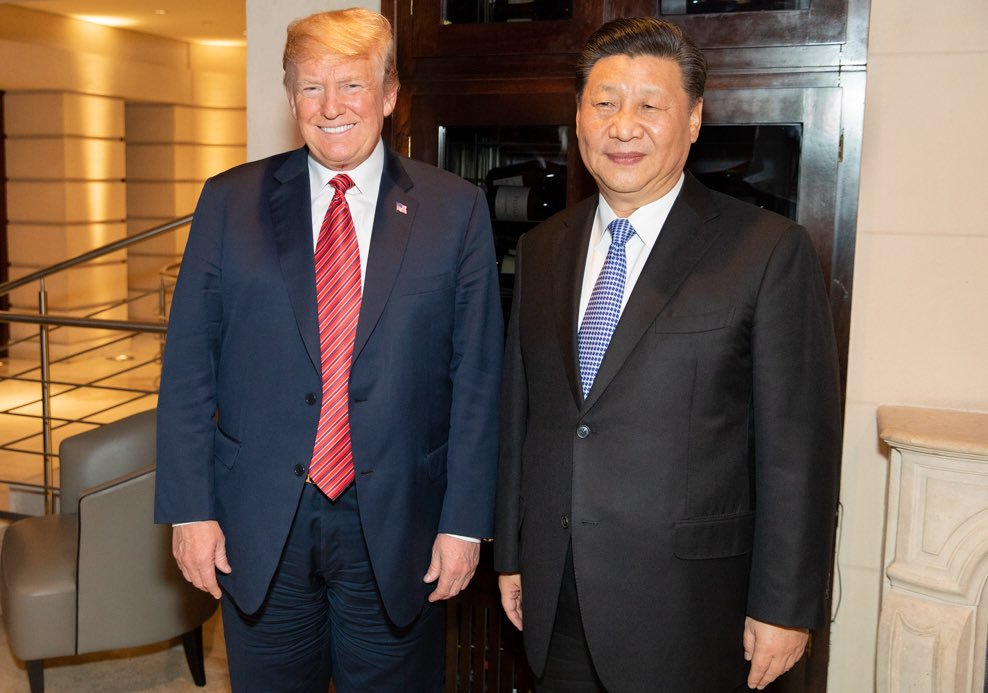
ترمب والرئيس الصيني شي جين بينغ في قمة مجموعة العشرين بوينس آيرس 2018.

اتهم ترمب الصين مرارًا باستغلال الولايات المتحدة استعلالًا غير عادل. أطلق الحرب التجارية بين الصين والولايات المتحدة التي وُصفت على نطاق واسع بأنها فاشلة، وفرض عقوبات على شركة هواوي بسبب مزاعم بصلاتها مع إيران، وزاد كثيرًا من قيود التأشيرات على الطلاب والباحثين الصينيين. كما صنّف الصين كدولة تتلاعب بقيمة عملتها لتحقيق مكاسب تجارية. تناقضت تصرفات ترمب بين الانتقادات اللفظية تجاه الصين والإشادة بالرئيس الصيني شي جين بينغ، وكان ذلك ضمن إطار مفاوضات الحرب التجارية. بعد أن أشاد في البداية بالصين على استجابة الحكومة الصينية لكوفيد-19، بدأ في حملة انتقادات في مارس 2020.
أوضح ترمب أنه تجنب معاقبة الصين على انتهاكاتها لحقوق الإنسان ضد الأقليات العرقية في منطقة سنجان خشية التأثير على المفاوضات التجارية. وفي يوليو 2020، فرضت إدارة ترمب عقوبات وقيودًا على تأشيرات الدخول ضد مسؤولين صينيين كبار ردًا على توسع معسكرات الاعتقال التي تحتجز أكثر من مليون فرد من أقلية الإيغور في البلاد.
كوريا الشمالية

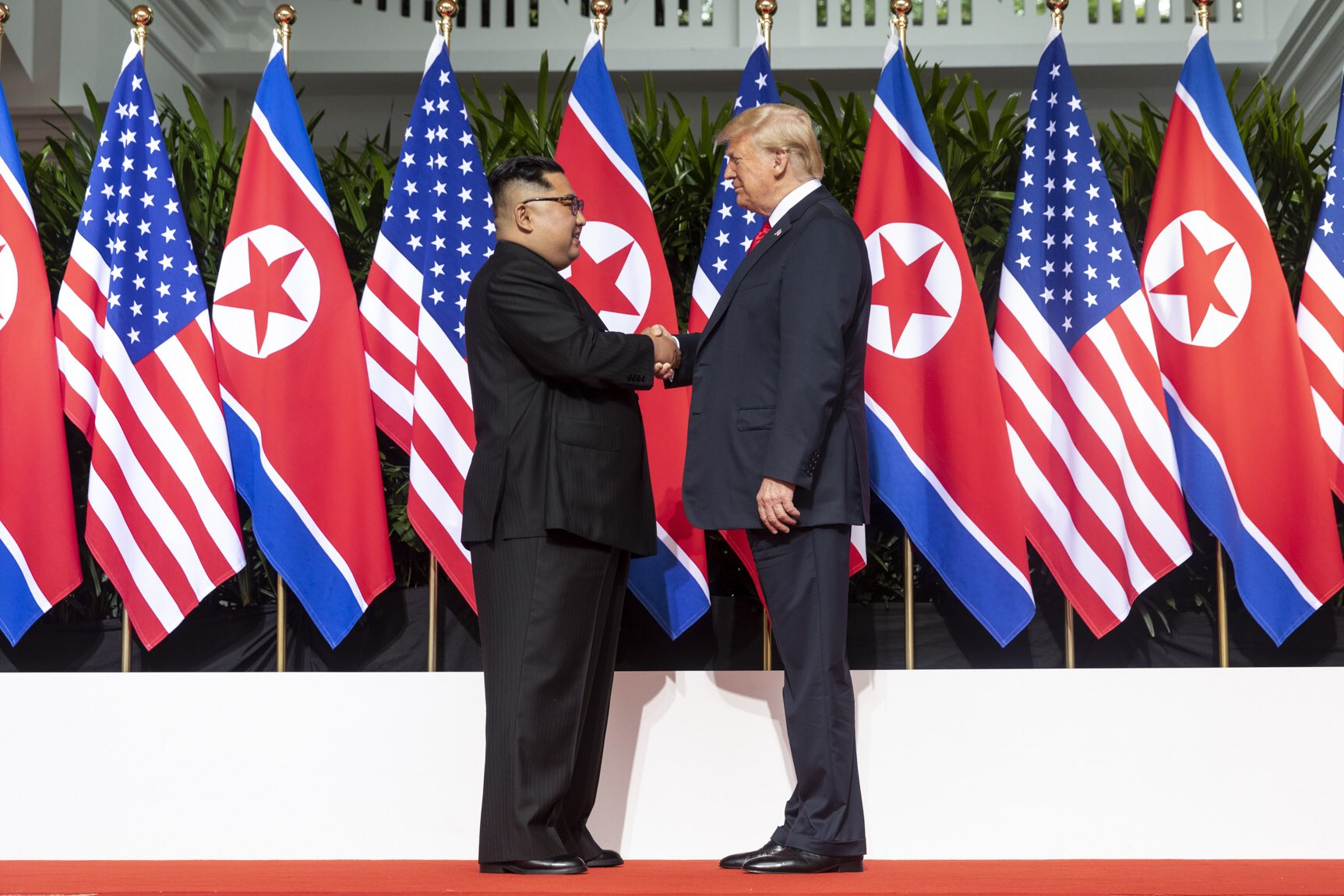
ترمب وزعيم كوريا الشمالية كيم جونغ أون في قمة سنغافورة في يونيو 2018

في عام 2017، عندما بدأت الأسلحة النووية لكوريا الشمالية تُعتبر تهديدًا جديًا، صعّد ترمب لهجته محذرًا من أن أي عدوان كوري شمالي سيُقابل بـ«نار وغضب لم يشهد العالم لهما مثيل.» أعلن ترمب في 2017 أنه يريد "نزع السلاح النووي بالكامل" من كوريا الشمالية، وتبادل الشتائم مع الزعيم كيم جونغ أون. بعد هذه الفترة من التوتر، تبادل ترمب وكيم ما لا يقل عن 27 رسالة وصفا فيها علاقتهما الشخصية بالودية والدافئة. في مارس 2019، قام ترمب برفع بعض العقوبات ضد كوريا الشمالية رغم نصيحة وزارة الخزانة الأمريكية بعدم القيام بذلك.
أصبح ترمب أول رئيس أمريكي في منصبه يلتقي بزعيم كوري شمالي حيثُ التقى كيم ثلاث مرات: في سنغافورة عام 2018، وفي هانوي عام 2019، وفي المنطقة منزوعة السلاح بين الكوريتين في 2019. ومع ذلك، لم يجري التوصل إلى اتفاق لنزع السلاح النووي، وانتهت المحادثات في أكتوبر 2019 بعد يوم واحد فقط. رغم عدم إجراء كوريا الشمالية لأي اختبارات نووية مُنذ 2017، استمرت في تعزيز ترسانتها من القنابل النووية والصواريخ الباليستية.
أفغانستان

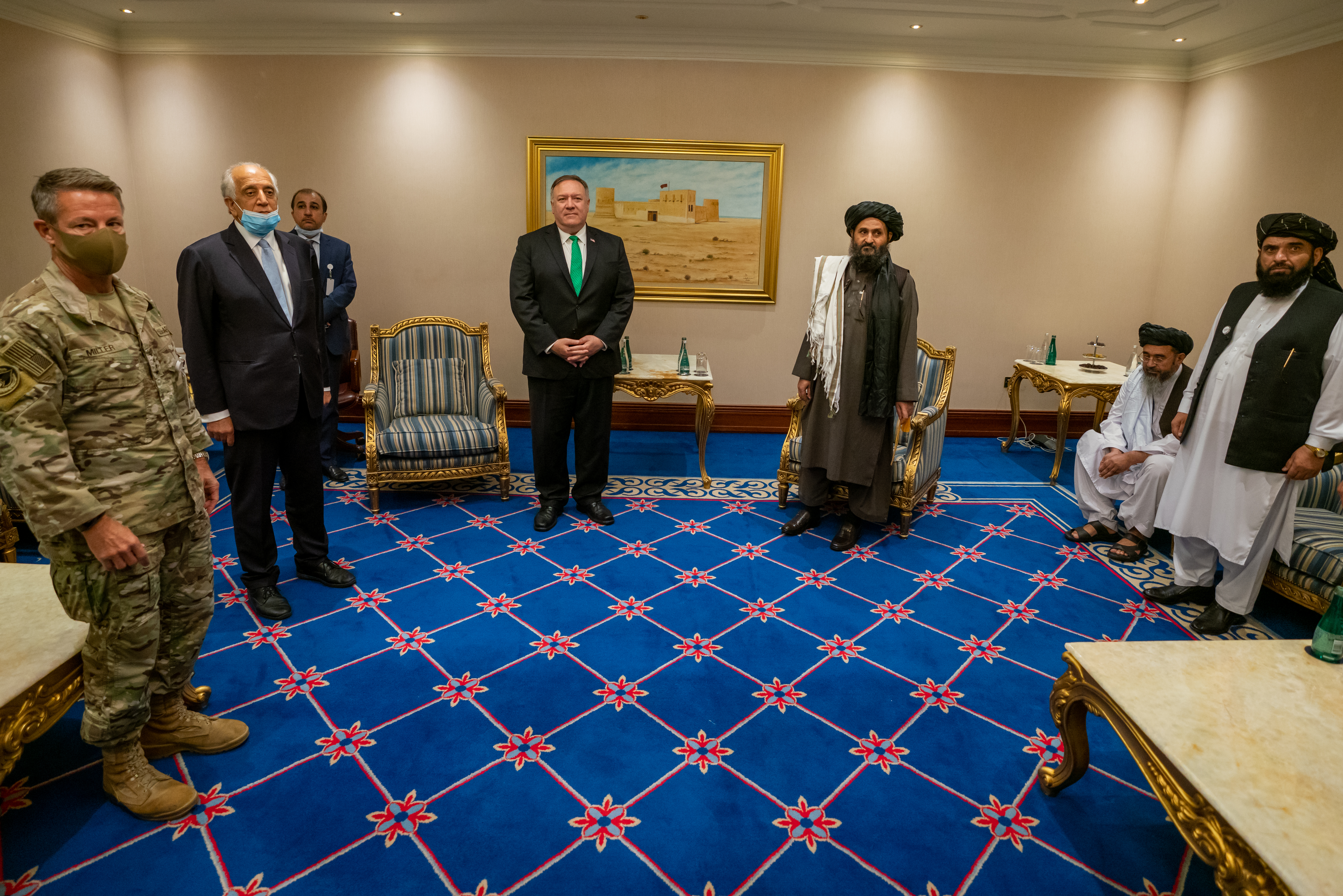
وزير الخارجية الأمريكي مايك بومبيو يجتمع مع وفد طالبان في قطر في سبتمبر 2020.

ارتفع عدد القوات الأمريكية في أفغانستان من 8,500 جندي في يناير 2017 إلى 14,000 بعد عام، مما ناقض موقف ترمب الانتخابي المُنتقد لمزيد من التدخل في أفغانستان. في فبراير 2020، وقعت إدارة ترمب اتفاق سلام مع طالبان ينص على انسحاب القوات الأمريكية خلال 14 شهرًا "بشرط أن تتعهد طالبان عدم استخدام الإرهابيين للأراضي الأفغانية بهدف مهاجمة الولايات المتحدة أو حلفائها" بالإضافة إلى إلتزام الولايات المتحدة بالسعي للإفراج عن 5,000 من طالبان المحتجزين لدى الحكومة الأفغانية. مع نهاية ولاية ترامب، أُفرج عن 5,000 شخص من طالبان ورغم استمرار طالبان في الهجمات على القوات الأفغانية ودمج أعضاء من القاعدة في قيادتها قُلص عدد القوات الأمريكية إلى 2,500 جندي.
سوريا
صرح ترمب أن المهمة الأساسية للقوات الأمريكية في سوريا هي القضاء على داعش، وبدأت القوات الخاصة الأميركية تعزيز تواجدها ومعها حشود عسكرية كبيرة من قوات سوريا الديمقراطية، هو تحالف متعدد الإثنيات والأديان للميليشيات التي يغلب عليها الطابع الكردي"
أقامت الولايات المتحدة مجموعة من القواعد العسكرية على أراض خاضعة لسيطرة الأكراد في شمال شرقي سوريا توزّع القواعد الأمريكية أشبه بالطوق الذي يُحيط بمنابع النفط والغاز السوري المتواجد شرق نهر الفرات، وهو ما يُمثّل غالبية الثروة الباطنية لسوريا.
وأعطى أوامره بضرب سوريا في عملية مشتركة مع القوات المسلحة الفرنسية والبريطانية ردا على هجمات كيماوية مزعومة اتهم الغرب النظام السوري بشنها في مدينة دوما بالغوطة الشرقية
وغرد ترمب عبر حسابه على "تويتر": "الولايات المتحدة ستوقف المساعدات السنوية لسوريا البالغة 230 مليون دولار لإعادة إعمار سوريا. والسعودية ودول غنية أخرى في الشرق الأوسط ستبدأ في الدفع بدلا من واشنطن" وقال أن بلاده "أنفقت 7 تريليونات دولار في الشرق الأوسط خلال السنوات الماضية، ولم تجن سوى الموت والدمار"
إسرائيل
دعم ترمب العديد من سياسات رئيس الوزراء الإسرائيلي بنيامين نتنياهو. خلال فترة ترامب، اعترفت الولايات المتحدة بالقدس كعاصمة لإسرائيل وسيادة إسرائيل على مرتفعات الجولان، مما أدى إلى إدانات دولية من بينها الجمعية العامة للأمم المتحدة، والاتحاد الأوروبي، وجامعة الدول العربية. في عام 2020، استضاف البيت الأبيض مراسم توقيع اتفاقيات سُميت بإسم اتفاقيات إبراهيم بين إسرائيل والإمارات العربية المتحدة والبحرين لتطبيع العلاقات الخارجية بينها.
إيران

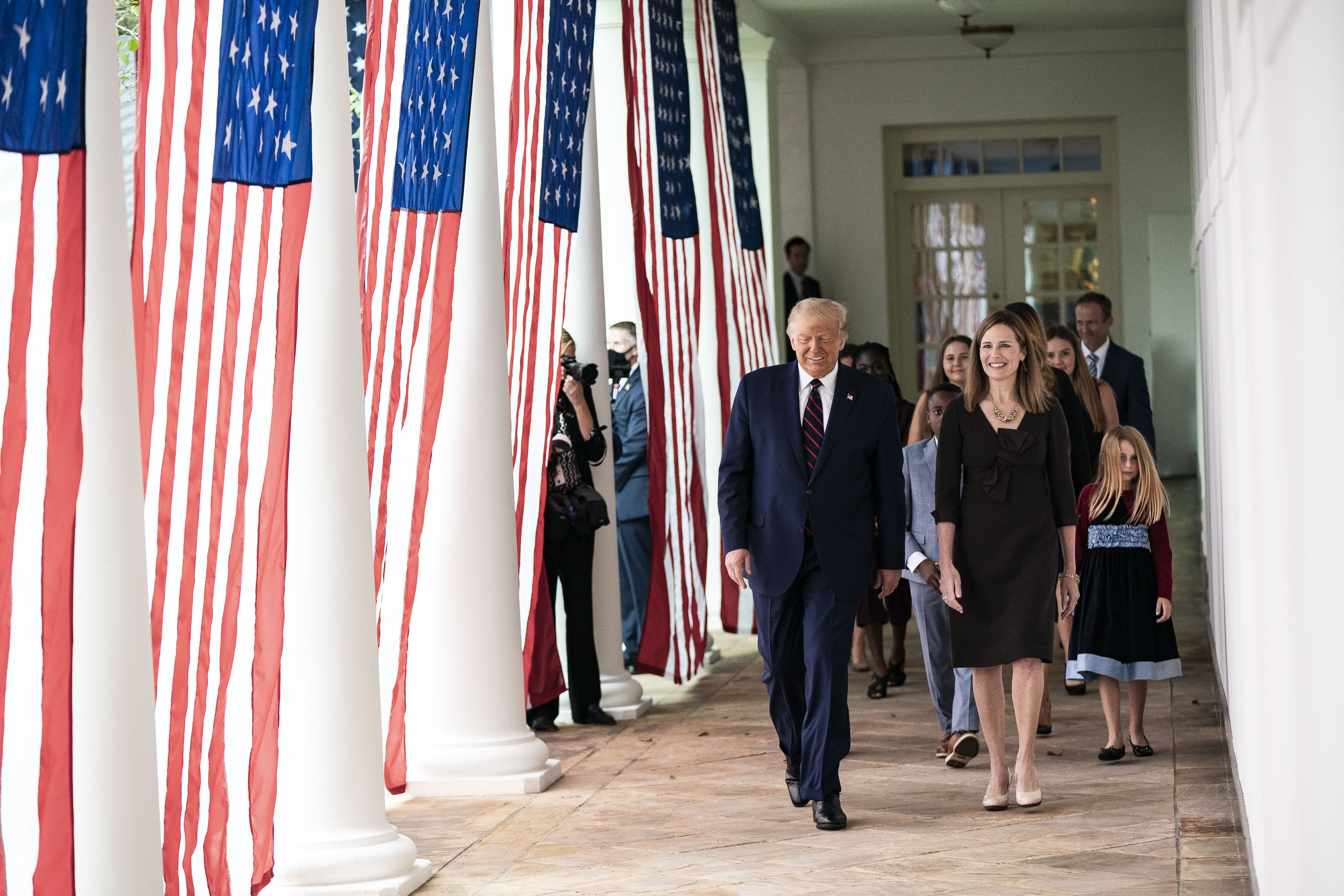
ترمب ومرشحته الثالثة للمحكمة العليا إيمي كوني باريت.

في مايو 2018، أعلن ترمب رسمياً خروج بلاده من الاتفاق النووي مع إيران، وهي الاتفاقية الموقعة عام 2015 التي رفعت معظم العقوبات الاقتصادية المفروضة على إيران مقابل موافقة إيران على فرض قيود على برنامجها النووي. في أغسطس 2020، حاولت إدارة ترمب دون جدوى استخدام بند من الاتفاق النووي لإعادة فرض العقوبات الأممية على إيران. وقد أظهرت تحليلات أن إيران اقتربت من تطوير سلاح نووي بعد الانسحاب الأمريكي من الاتفاق.
في 1 يناير 2020، أمر ترمب بغارة جوية أمريكية أدت إلى مقتل الجنرال الإيراني قاسم سليماني الذي كان مسؤولاً عن التخطيط لكل العمليات الإيرانية والمدعومة من إيران الكبيرة تقريبًا خلال العقدين الماضيين. وبعد أسبوع، ردت إيران بشن ضربات صاروخية باليستية على قاعدتين جويتين أمريكيتين في العراق مما أدى إلى إصابة عشرات الجنود بإصابات دماغية. قلل ترمب من أهمية إصاباتهم، ومُنحوا لاحقًا وسام القلب الأرجواني.

### الموظفون
شهدت إدارة ترمب تغييرات كبيرة في الموظفين، لا سيما في صفوف موظفي البيت الأبيض. بنهاية عامه الأول في المنصب، استقال أو جرى فصل أو إعادة تعيين 34٪ من موظفيه الأصليين. بحلول يوليو 2018، كان قد غادر 61٪ من مساعديه الكبار، بينما ترك 141 موظفًا منصبهم في العام السابق، ما شكل رقمًا قياسيًا مقارنةً بالرؤساء السابقين. من أبرز المغادرين في البداية كان مستشار الأمن القومي مايكل فلين (بعد 25 يومًا فقط)، والمتحدث باسم البيت الأبيض شون سبايسر. كما استقال أو أُخرج عدد من المقربين شخصيًا من ترامب، مثل ستيف بانون، هوبي هيكس، جون مكينتي، وكيث شيلر، مع عودة البعض منهم لاحقًا في مناصب مختلفة. وقد هاجم ترمب علنًا عددًا من كبار مسؤوليه السابقين.
شهدت إدارة ترمب أيضًا تعاقب أربعة رؤساء موظفين في البيت الأبيض، حيث استبعد أو أُقيل العديد منهم. فقد استبدل راينس بريبوس بعد سبعة أشهر بجون ف. كيلي. استقال كيلي في ديسمبر 2018 بعد فترة مليئة بالصراعات التي تراجعت فيها مكانته، وقد أساء ترمب إليه بعد استقالته. خلفه ميك مولفاني كرئيس مؤقت للموظفين، قبل أن يحل مكانه مارك ميدوز في مارس 2020. في مايو 2017، أقال ترمب مدير مكتب التحقيقات الفِدرالي جيمس كومي. في البداية، عزى ترمب ذلك إلى سلوك كومي في التحقيق بشأن رسائل هيلاري كلينتون، إلا أنه قال لاحقًا إنه كان قلقًا من دور كومي في التحقيقات المتعلقة بعلاقة ترمب وروسيا. في محادثة خاصة في فبراير، عبر عن أمله في أن يتوقف كومي عن التحقيق في فلين. وفي مارس وأبريل، طلب من كومي "رفع الغيمة التي تعيق قدرته على التصرف" من خلال التصريح علنًا بأن مكتب التحقيقات الفِدرالي لم يكن يحقق معه.
فقد ترمب ثلاثة من أعضاء حكومته في عامه الأول. استقال وزير الصحة والخدمات الإنسانية توم برايس في سبتمبر 2017 بعد اكتشاف استخدامه المفرط للطائرات الخاصة والطائرات العسكرية. استقال مدير وكالة حماية البيئة سكوت برويت في 2018، واستقال وزير الداخلية رايان زينك في يناير 2019 وسط سلسلة من التحقيقات حول سلوكهما. كما تأخر ترمب في تعيين المسؤولين من المستوى الثاني في الحكومة، معبرًا عن رأيه بأن العديد من المناصب غير ضرورية. في أكتوبر 2017، كانت مئات المناصب دون مرشحين، وبحلول 8 يناير 2019، كان قد شغل 433 من بين 706 من المناصب الأساسية، بينما لم يكن لديه مرشح لـ 264 منصبًا.

### القضاء
عين ترمب 226 قاضيًا فِدراليًا من قضاة المادة الثالثة، من بينهم 54 في محاكم الاستئناف الأمريكية وثلاثة في المحكمة العليا للولايات المتحدة وهم نيل غورساتش، وبريت كافانو، وإيمي كوني باريت. لوحظ أن تعيينات ترمب في المحكمة العليا أدت إلى تحويل توجه المحكمة نحو الفكر المحافظ. خلال حملته في عام 2016، تعهد ترمب بأن حكم رو ضد ويد بشأن حقوق الإجهاض سيُلغى "تلقائيًا" إذا فاز بالرئاسة وتمكن من تعيين قاضيين أو ثلاثة معارضين للإجهاض في المحكمة العليا. لاحقًا، نُسب إليه الفضل في إلغاء هذا الحكم في قضية دوبس ضد منظمة جاكسون لصحة المرأة، حيث صوّت جميع القضاة الذين رشحهم في المحكمة العليا لصالح القرار.
غالبًا ما وجه ترمب انتقادات شخصية للمحاكم والقضاة الذين اختلف معهم وشكك في سلطتهم الدستورية، مما أثار انتقادات من مراقبين، بمن فيهم قضاة فِدراليون، معربين عن قلقهم بشأن تأثير تصريحاته على استقلال القضاء وثقة العامة في السلطة القضائية.

### التجارة
ترمب انسحب من مفاوضات الشراكة العابرة للمحيط الهادئ، وفرض تعريفات جمركية على واردات الصلب والألمنيوم، وبدأ الحرب التجارية بين الصين والولايات المتحدة بزيادة حادة في التعريفات الجمركية على 818 فئة من السلع الصينية المستوردة إلى الولايات المتحدة بقيمة 50 مليار دولار. وبينما صرح ترمب بأن التعريفات على الواردات تُدفع من قِبل الصين إلى وزارة الخزانة الأمريكية فإنها في الواقع تدفعها الشركات الأمريكية التي تستورد البضائع من الصين. وعلى الرغم من تعهده خلال الحملة الانتخابية بخفض العجز التجاري الكبير للولايات المتحدة كثيرًا، إلا أن العجز التجاري ارتفع كثيرًا في عهد ترامب. وبعد إعادة التفاوض في 2017–2018، دخلت الاتفاقية بين الولايات المتحدة والمكسيك وكندا حيز التنفيذ في يوليو 2020 لتحل محل اتفاقية نافاتا.

### جائحة كوفيد-19
تجاهل ترمب في البداية التحذيرات الصحية العامة والدعوات للتحرك من مسؤولي الصحة داخل إدارته ومن وزير الصحة أليكس آزار، وركز بدلاً من ذلك على الاعتبارات الاقتصادية والسياسية المتعلقة بتفشي الوباء. أسس فريق عمل البيت الأبيض لمكافحة فيروس كورونا في 29 يناير. قبل الجائحة، انتقد ترمب منظمة الصحة العالمية وهيئات دولية أخرى، زاعماً أنها تستغل المساعدات الأمريكية.
في 27 مارس، وقع قانون "CARES" الذي يُعد أكبر حزمة تحفيز اقتصادي في تاريخ الولايات المتحدة بقيمة 2.2 تريليون دولار. في أبريل 2020، نظمت مجموعات مرتبطة بالحزب الجمهوري احتجاجات ضد إجراءات الإغلاق التي فرضتها حكومات الولايات لمكافحة الجائحة، وشجع ترمب هذه الاحتجاجات عبر تغريداته، رغم أن الولايات المستهدفة لم تكن تستوفي المعايير التي وضعتها إدارته لإعادة الفتح.
ضغط ترمب مراراً على وكالات الصحة الفِدرالية لاتخاذ إجراءات كان يؤيدها، مثل الموافقة على علاجات غير مثبتة. في 2 أكتوبر 2020، أعلن عبر تويتر إصابته بفيروس كورونا، في إطار تفشٍ داخل البيت الأبيض. بحلول يوليو 2020، أصبح تعامل ترمب مع الجائحة قضية رئيسية في الانتخابات الرئاسية.

### التحقيقات
بعد توليه المنصب، خضع ترمب لتدقيق متزايد من وزارة العدل والكونغرس، حيث شملت التحقيقات حملته الانتخابية، مرحلة الانتقال الرئاسي، مراسم تنصيبه، أعماله خلال فترة الرئاسة، شركاته الخاصة، ضرائبه الشخصية، ومؤسسته الخيرية. بلغ عدد التحقيقات الفِدرالية الجنائية عشرة، إضافة إلى ثمانية تحقيقات على مستوى الولايات والمحليات، واثني عشر تحقيقًا في الكونغرس.
في يوليو 2016، أطلق مكتب التحقيقات الفِدرالي عملية "كروسفاير هوريكان" للتحقيق في روابط محتملة بين حملة ترمب لعام 2016 وروسيا. وبعد إقالة ترمب لجيمس كومي في مايو 2017، فتح مكتب التحقيقات تحقيقًا ثانياً في تعاملاته الشخصية والتجارية مع روسيا. في يناير 2017، أعلنت ثلاث وكالات استخبارات أمريكية بثقة عالية أن روسيا تدخلت في الانتخابات الرئاسية لدعم ترامب، واكتشفت العديد من الروابط المشبوهة بين مساعدي ترمب ومسؤولين روس.
نُقلت تحقيقات "كروسفاير هوريكان" لاحقًا إلى روبرت مولر كمستشار خاص. خلص تقرير مولر النهائي في مارس 2019 إلى أن روسيا تدخلت لدعم ترمب وأن حملته رحبت وشجعت ذلك، لكنه لم يثبت وجود تآمر أو تنسيق بين حملة ترمب وروسيا. رغم ذلك، ادعى ترمب أن التقرير برأه، بينما أكد مولر أن التقرير لم يفعل ذلك. كما تناول التقرير احتمالية عرقلة ترمب للعدالة دون حسم النتائج، تاركًا الأمر للكونغرس.
في أبريل 2019، أصدر مجلس الرقابة في الكونغرس استدعاءات للحصول على تفاصيل مالية من بنكي "دويتشه بنك" و"كابيتال وان" وشركة المحاسبة "مازارز يو إس إيه". رفع ترمب دعاوى قضائية ضد هذه الجهات ورئيس اللجنة إيلايجا كامينغز لمنع الإفصاح. في مايو، حكم قاضيان بضرورة الامتثال للاستدعاءات، واستأنف محامو ترمب القرار. في سبتمبر 2022، توصل ترمب واللجنة إلى تسوية، وبدأت شركة "مازارز" في تسليم الوثائق.

### محاكمة العزل الأولى
في أغسطس 2019، تقدم مُبلغ عن المخالفات بشكوى إلى المفتش العام لمجتمع الاستخبارات بشأن مكالمة هاتفية جرت في 25 يوليو بين الرئيس الأمريكي دونالد ترمب والرئيس الأوكراني فولوديمير زيلينسكي. خلال المكالمة، ضغط ترمب على زيلينسكي للتحقيق في شركة "كراودسترايك" والمرشح الديمقراطي للرئاسة جو بايدن وابنه هانتر.

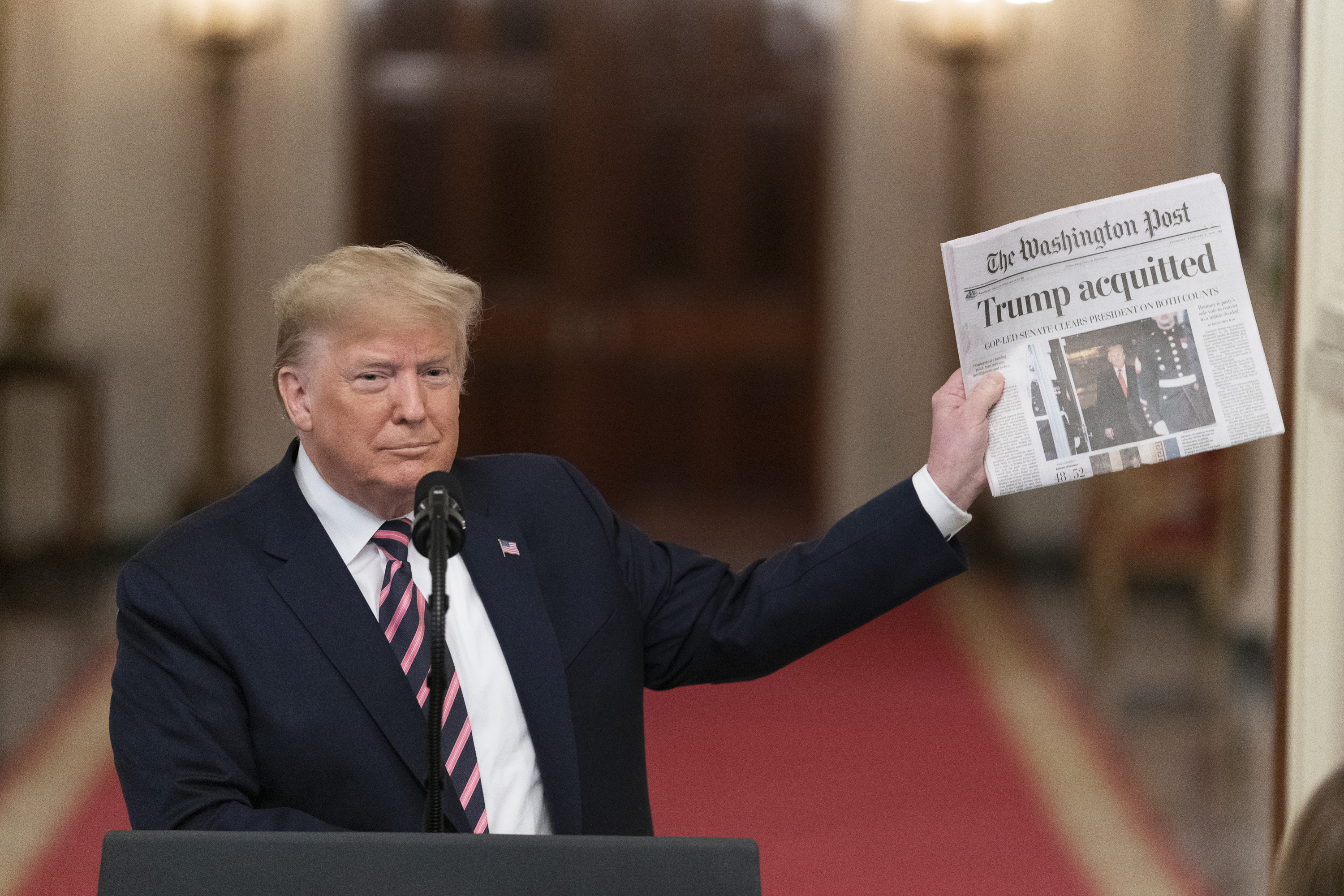
ترمب يعرض الصفحة الأولى من صحيفة واشنطن بوست كتب عليها: "تبرئة ترامب"

أفاد المُبلغ بأن البيت الأبيض حاول التستر على هذه الواقعة، مشيرًا إلى أنها كانت جزءًا من حملة أوسع قادتها إدارة ترمب ومحاميه رودولف جولياني. تضمنت هذه الحملة، وفقًا للشكوى، احتمال حجب المساعدات المالية عن أوكرانيا في يوليو 2019، وإلغاء زيارة مايك بنس إلى كييف في مايو من العام ذاته.
في سبتمبر، أعلنت رئيسة مجلس النواب نانسي بيلوسي عن بدء تحقيق رسمي لعزل الرئيس. أقر ترمب بحجب المساعدات العسكرية عن أوكرانيا، لكنه قدم تبريرات متناقضة لهذا القرار. وفي 25 سبتمبر، أصدرت إدارته مذكرة رسمية للمكالمة أكدت أن ترمب طلب من زيلينسكي مناقشة التحقيقات مع جولياني ووزير العدل وليام بار بعد أن أعرب زيلينسكي عن رغبته في شراء صواريخ أمريكية مضادة للدبابات.
أكدت شهادات عدد من المسؤولين الحاليين والسابقين في الإدارة أن هذه المكالمة كانت جزءًا من جهد منسق لتعزيز مصالح ترمب الشخصية ومنحه ميزة في الانتخابات الرئاسية المقبلة. وفي أكتوبر، أدلى وليام تايلور الابن، القائم بالأعمال في أوكرانيا، بشهادته أمام لجان الكونغرس.
أوضح تايلور أنه بعد وصوله إلى أوكرانيا في يونيو 2019، اكتشف أن زيلينسكي يتعرض لضغوط ترمب مباشرة بقيادة جولياني. وبحسب شهادته وشهادات أخرى، كان الهدف هو إجبار زيلينسكي على إصدار بيان علني يعلن فيه بدء التحقيقات المتعلقة بشركة هانتر بايدن وبشائعات حول تدخل أوكراني في الانتخابات الأمريكية لعام 2016.
أكد تايلور ومسؤولون آخرون أن إدارة ترمب أوضحت صراحة أنه لن يُفرج عن المساعدات العسكرية ولن تُوجَّه دعوة لزيلينسكي لزيارة البيت الأبيض إلا بعد الإعلان عن تلك التحقيقات.

### محاكمة العزل الثانية

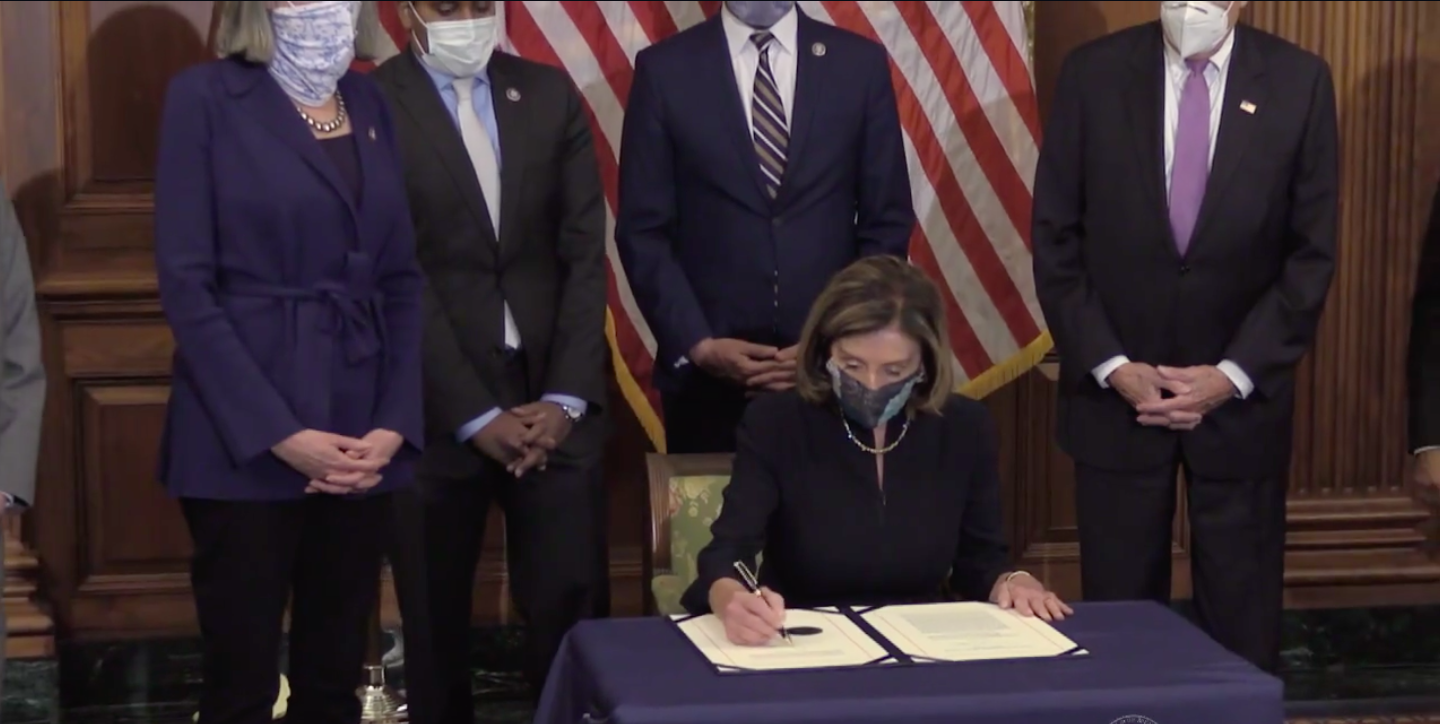
رئيسة مجلس النواب نانسي بيلوسي توقع على لائحة الاتهام الثانية لترامب

في 11 يناير 2021، قُدم إلى مجلس النواب مقترح لعزل ترمب بتهمة التحريض على العصيان ضد الحكومة الأمريكية. في 13 يناير، صوت المجلس لصالح عزله بنتيجة 232 مقابل 197، ليصبح أول رئيس أمريكي يُعزل مرتين. وصوت عشرة أعضاء جمهوريين لصالح العزل، وهو أعلى عدد من أعضاء حزب يصوتون لعزل رئيس من حزبهم.
في 13 فبراير، وبعد محاكمة استمرت خمسة أيام في مجلس الشيوخ، تمت تبرئة ترمب بسبب عدم حصول التصويت على الأغلبية المطلوبة (ثلثي الأعضاء) للإدانة، حيث انضم سبعة جمهوريين إلى جميع الديمقراطيين للتصويت لصالح الإدانة، وهو أكبر دعم حزبي في محاكمة عزل رئيس أو رئيس سابق.
رغم ذلك، صوت معظم الجمهوريين لصالح تبرئته، على الرغم من أن بعضهم اعتبره مسؤولاً عن الأحداث، لكنهم رأوا أن مجلس الشيوخ لا يملك صلاحية محاكمة رئيس سابق (إذ غادر ترمب منصبه في 20 يناير).

## الانتخابات الرئاسية لعام 2020

### الحملة الرئاسية
قدم ترمب أوراق ترشحه لإعادة الانتخاب بعد ساعات قليلة فقط من توليه منصب الرئيس في عام 2017. عقد أول تجمع انتخابي له لإعادة الترشح بعد أقل من شهر من توليه المنصب، وأصبح رسميًا مرشح الحزب الجمهوري في أغسطس 2020. ركزت حملة ترمب على موضوع الجريمة، حيث ادعى أن المدن ستغرق في الفوضى إذا فاز المرشح الديمقراطي جو بايدن. قام ترمب مرارًا بتشويه مواقف بايدن وتقديمها تقديمًا خاطئًا، كما لجأ إلى إثارة قضايا عنصرية.
منذ بداية عام 2020، بدأ ترمب في زرع الشكوك حول الانتخابات، مدعيًا دون أي دليل أنها ستكون مزورة وأن الاعتماد الواسع على التصويت بالبريد سيؤدي إلى تزوير انتخابي كبير. قام بحجب التمويل عن هيئة البريد الأمريكية، قائلاً إنه يريد منع أي زيادة في التصويت عبر البريد. ورفض مرارًا الالتزام بقبول النتائج إذا خسر، أو التعهد بانتقال سلمي للسلطة.

### الخسارة أمام بايدن ورفض النتائج
فاز بايدن في انتخابات نوفمبر 2020، حيث حصل على 81.3 مليون صوت (51.3٪) مقابل 74.2 مليون صوت (46.8٪) لترامب، وحصل على 306 أصوات انتخابية مقابل 232 لترامب. وأكدت الهيئة الانتخابية فوز بايدن في 14 ديسمبر. أما ترمب فقد أعلن فوزه حتى قبل أن تُعلن النتائج في صباح اليوم التالي للانتخابات، وبعد أيام، عندما أُعلن فوز بايدن، زعم ترمب بلا أساس حدوث تزوير انتخابي، وقدم ترمب وحلفاؤه العديد من الطعون القانونية ضد النتائج كجزء من محاولة قلب النتيجة، والتي رفضها ما لا يقل عن 86 قاضيًا في المحاكم المحلية والفدرالية لعدم وجود أساس واقعي أو قانوني لها.

نتائج التصويت الانتخابي لانتخابات 2020. بايدن يهزم ترمب بنتيجة 306-232.

دحضَ مزاعم ترمب أيضًا مسؤولو الانتخابات في الولايات، ورفضت المحكمة العليا الاستماع إلى دعوى تطلب منها قلب النتائج في أربع ولايات فاز فيها بايدن. سعى ترمب مرارًا للحصول على المساعدة لقلب النتائج، حيث ضغط شخصيًا على المسؤولين الجمهوريين المحليين في الولايات، وأعضاء المجلس التشريعي الجمهوري، ووزارة العدل، ونائب الرئيس بنس، مطالبًا باتخاذ إجراءات مختلفة مثل استبدال أعضاء الهيئة الانتخابية أو طلب من مسؤولي جورجيا "إيجاد" أصوات وإعلان نتيجة "محتسبة" جديدة.
انسحب ترمب من الأنشطة العامة في الأسابيع التي تلت الانتخابات. في البداية، منع المسؤولين الحكوميين من التعاون في انتقال بايدن الرئاسي. وبعد ثلاثة أسابيع، أعلن مدير إدارة الخدمات العامة أن بايدن هو "الفائز الظاهر" في الانتخابات، مما سمح بتوزيع موارد الانتقال إلى فريقه. بينما قال ترمب إنه أوصى بأن تبدأ إدارة الخدمات العامة بروتوكولات الانتقال، إلا أنه لم يعترف رسميًا بالهزيمة ولم يحضر حفل تنصيب بايدن في 20 يناير.

### هجوم الكابيتول في 6 يناير

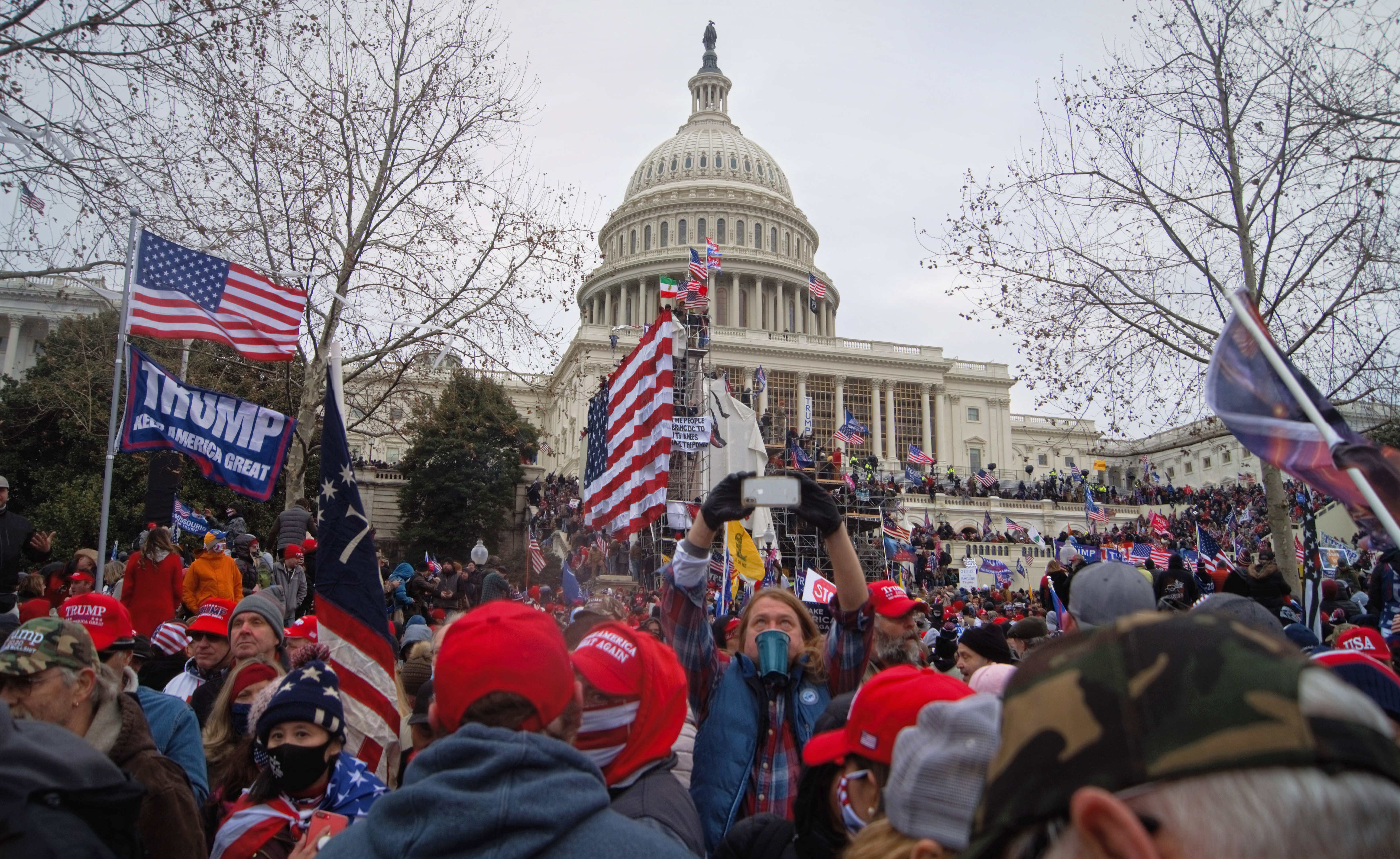
حشد من أنصار ترمب خلال هجوم 6 يناير على مبنى الكابيتول الأمريكي في عام 2021

في ديسمبر 2020، ظهرت تقارير تفيد بأن الجيش الأمريكي كان في "حالة تأهب قصوى"، وأن كبار الضباط ناقشوا ما يجب فعله إذا أعلن ترمب الأحكام العرفية. شعر رئيس هيئة الأركان المشتركة مارك ميلي ومديرة وكالة الاستخبارات المركزية جينا هاسبل بالقلق من أن ترمب قد يحاول الانقلاب أو اتخاذ إجراءات عسكرية ضد الصين أو إيران. أصر ميلي على أن يُستشار بشأن أي أوامر عسكرية من ترامب، بما في ذلك استخدام الأسلحة النووية.
في الساعة الثانية عشر ظهرًا من يوم 6 يناير 2021، بينما كانت الكونغرس يصادق على نتائج الانتخابات الرئاسية في مبنى الكابيتول، نظم ترمب تجمعًا في "الإليبس" في واشنطن العاصمة، دعا فيه إلى قلب نتائج الانتخابات وحث مؤيديه على "القتال بضراوة" و"استعادة بلدنا" بالتوجه نحو الكابيتول. ثم شكل أنصاره حشدًا اقتحم المبنى، مما أدى إلى تعطيل التصديق وإجلاء الكونغرس. نشر ترمب على وسائل التواصل الاجتماعي خلال الهجوم ولكنه لم يطلب من المحتجين التفرق حتى الساعة السادسة مساءً، حيث قال لهم في تغريدة "عودوا إلى منازلكم بالحب والسلام" واصفًا إياهم بـ"الأبطال العظماء" وأعاد التأكيد على أنه فاز في الانتخابات. استأنف الكونغرس لاحقًا عمله وأكد فوز بايدن في الساعات الأولى من يوم 7 يناير. أصيب أكثر من 140 من رجال الشرطة، وتوفي خمسة أشخاص إما أثناء الهجوم أو بعده. وقد وُصِف الحدث بأنه محاولة انقلاب ذاتي من ترامب.

## ما بين الفترتين الرئاسيتين (2021–2025)
بعد مغادرته البيت الأبيض، استقر ترمب في مارالاغو حيث أسس مكتبًا بموجب أحكام قانون الرؤساء السابقين. وواصل نشر مزاعم كاذبة بشأن انتخابات 2020، والتي وصفها معارضوه بـ "الكذبة الكبرى"، بينما بدأ هو في مايو 2021 باستخدام المصطلح نفسه للإشارة إلى الانتخابات. استغل الحزب الجمهوري هذه الرواية لتبرير فرض قيود جديدة على التصويت لصالحه. واستمر ترمب حتى يوليو 2022 في ممارسة ضغوط على المشرعين في الولايات لإلغاء نتائج الانتخابات.  

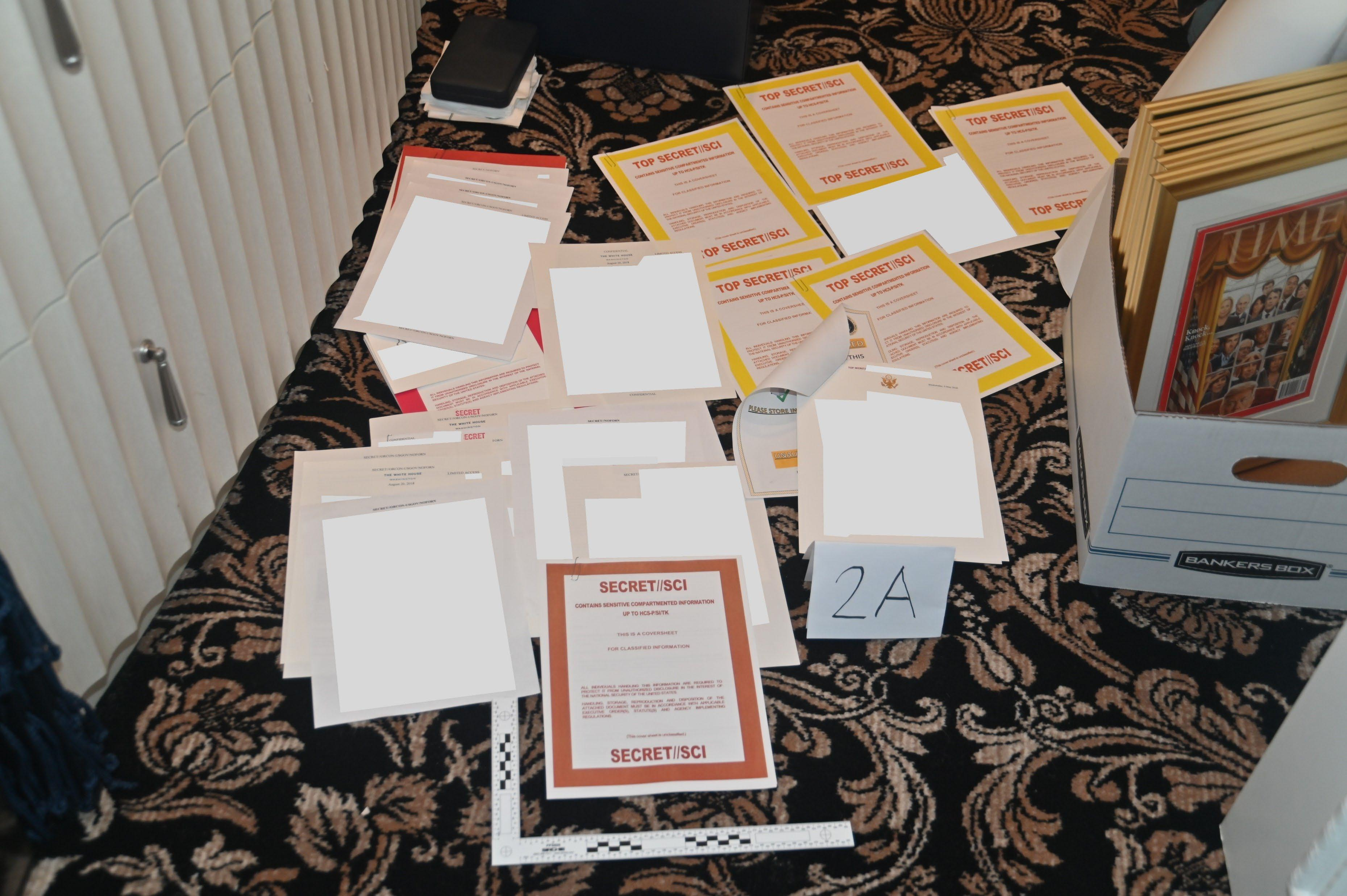
وثائق استخباراتية سرية عثر عليها أثناء تفتيش مقر ترمب في مار إيه لاغو.

ظل ترمب مهيمنًا على حزبه بخلاف الرؤساء السابقين. ووصفته صحيفة نيويورك تايمز في تقرير عام 2022 بأنه أشبه بزعيم عصري للحزب. واصل جمع التبرعات ليصبح لديه صندوق انتخابي يزيد على ضعف ما يمتلكه الحزب الجمهوري، وحقق أرباحًا من فعاليات نظمتها حملات مرشحين جمهوريين في مارالاغو. ركزت جهوده على تعزيز سيطرته على الحزب وتعيين شخصيات موالية له في المناصب المهمة، حيث دعم خلال انتخابات منتصف المدة لعام 2022 أكثر من 200 مرشح لمناصب مختلفة.
في فبراير 2021، أسس ترمب شركة جديدة تحت اسم "مجموعة ترمب للإعلام والتكنولوجيا" (TMTG) لتقديم خدمات شبكات التواصل الاجتماعي في الولايات المتحدة. وفي مارس 2024، اندمجت الشركة مع شركة استحواذ خاصة تدعى Digital World Acquisition وأصبحت كيانًا عامًا. أطلقت الشركة منصة التواصل الاجتماعي Truth Social في فبراير 2022.
في عام 2019، اتهمت الصحفية إي. جين كارول ترمب باغتصابها في التسعينيات ورفعت دعوى تشهير ضده بعد نفيه. لاحقًا، رفعت دعوى أخرى عام 2022 بتهمة الاعتداء والتشهير. أُدين ترمب في إحدى القضايا بتهمتي الاعتداء الجنسي والتشهير وأُلزم بدفع 5 ملايين دولار، وفي القضية الأخرى بدفع 83.3 مليون دولار.
في عام 2022، رفعت ولاية نيويورك دعوى مدنية ضد ترمب تتهمه بتضخيم قيمة أصول مؤسسة ترمب للحصول على تسهيلات مالية من المقرضين والبنوك. أُدين ترمب في القضية وأُمر بدفع 350 مليون دولار بالإضافة إلى الفوائد.

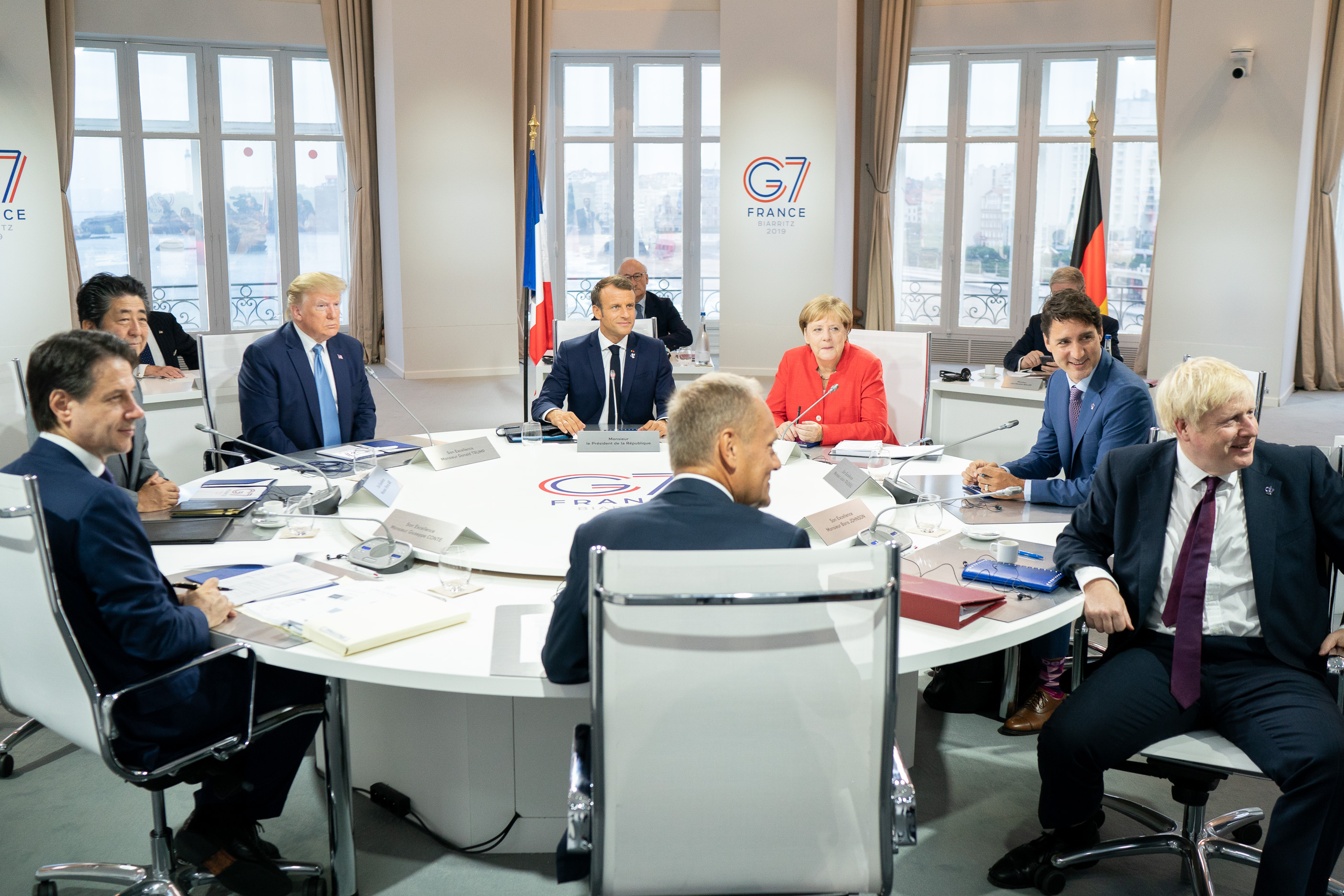
ترمب مع زعماء مجموعة السبع الآخرين في القمة الخامسة والأربعين في فرنسا، 2019

في مايو 2024، أُدين ترمب بـ 34 تهمة جنائية بتزوير سجلات تجارية. جاءت هذه القضية نتيجة أدلة تفيد بأن ترمب سجّل مدفوعات مايكل كوهين كتكاليف تجارية بهدف التستر على مدفوعات صمت لممثلة الأفلام الإباحية ستورمي دانيلز، لتغطية علاقة مزعومة بينهما خلال عامي 2006-2007 أثناء انتخابات 2016.
في ديسمبر 2022، أوصت لجنة مجلس النواب الأمريكي المكلفة بالتحقيق في هجوم 6 يناير بتوجيه تهم جنائية إلى ترامب، بما في ذلك عرقلة إجراءات رسمية، والتآمر للاحتيال على الولايات المتحدة، والتحريض أو المساعدة في تمرد. في أغسطس 2023، وجهت هيئة محلفين كبرى في مقاطعة فولتون بولاية جورجيا إلى ترمب 13 تهمة منها تهمة الابتزاز بشأن محاولاته لتغيير نتائج انتخابات 2020 في الولاية.
في يناير 2022، استعادت إدارة الأرشيف الوطني 15 صندوقًا من الوثائق التي أخذها ترمب إلى مارالاغو بعد مغادرته البيت الأبيض، بعضها كان مصنفًا على أنه سري. كما استعاد المسؤولون وثائق سرية إضافية من محامي ترمب في إطار تحقيق وزارة العدل. وفي 8 أغسطس 2022، قام عملاء مكتب التحقيقات الفِدرالي بتفتيش مارالاغو بحثًا عن وثائق محتجزة احتجازًا غير قانوني، بما في ذلك تلك التي تمثل انتهاكًا لقانون التجسس، حيث عثر على 11 مجموعة من الوثائق السرية، بعضها كان مصنفًا كـ "سري للغاية".
حكمت المحكمة العليا بشأن حصانة الرؤساء وقضية إعادة انتخاب ترمب بتأجيل ملاحقة العديد من القضايا ضده. في يوليو 2024، قضت القاضية إيلين كانون بإسقاط قضية الوثائق السرية بحجة أنها قُدمت تقديمًا غير دستوري. وبالمثل، بعد إعادة انتخاب ترامب، أُسقطت كل من قضية انتخابات 2020 وقضية الوثائق السرية دون المساس بحق الإعادة، وذلك بسبب سياسة وزارة العدل التي تمنع مقاضاة الرؤساء أثناء توليهم المنصب.

## الرئاسة الثانية (2025-2029)
في الساعة 12:01 ظهرًا بتوقيت العاصمة واشنطن من يوم الأثنين 20 يناير 2025 وفي مبنى الكابيتول أدى الرئيس الأميركي المنتخب، دونالد ترامب، اليمين الدستورية رئيساً للولايات المتحدة، بداية ولاية ثانية مثيرة للجدل تمتد لأربع سنوات. وقد تعهد ترمب خلال ولايته بتعزيز صلاحيات السلطة التنفيذية، وترحيل ملايين المهاجرين، والانتقام من خصومه السياسيين، بالإضافة إلى تعديل دور الولايات المتحدة على الساحة الدولية.

### القرارات المبكرة
التقى ترمب بباراك أوباما في 10 نوفمبر 2016 أي بعد يومين من فوزه بالانتخابات للتباحث بشأن انتقال السلطة.
نصب ترمب رئيسًا للولايات المتحدة في 20 يناير 2017. وخلال الأسبوع الأول من توليه منصبه، وقع ستة أوامر تنفيذية، والتي تصمنت ما يلي: وضع إجراءات مؤقتة استعدادًا لإلغاء قانون الرعاية الصحية الميسرة (المعروف باسم "أوباما كير")، والانسحاب من مفاوضات الشراكة عبر المحيط الهادئ، وإعادة سياسة مكسيكو سيتي، والنهوض بمشاريع بناء خطي أنابيب كيستون وداكوتا، وتعزيز أمن الحدود، وعملية التخطيط والتصميم لبناء جدار على طول حدود الولايات المتحدة مع المكسيك.
في نفس الأسبوع عين ترمب ابنته إيفانكا مساعدًا له وعين صهره جاريد كوشنر في منصب كبير مستشاريه.

### تضارب المصالح
قبل تنصيبه، نقل ترمب أعماله إلى صندوق ائتماني قابل للإلغاء يديره أبناؤه إريك ودونالد جونيوروشريك تجاري آخر. وعلى الرغم من قوله إنه سيتجنب الدخول في صفقات خارجية جديدة، واصلت منظمة ترمب توسيع عملياتها في دبي واسكتلندا وجمهورية الدومينيكان. طوال فترة رئاسته، ظل ترمب في وضع يسمح له بالاستفادة من مصالحه التجارية وظل على علم بكيفية تأثير سياسات إدارته على مشاريعه.
تمت مقاضاته لانتهاكه بنود المكافآت المحلية والأجنبية في دستور الولايات المتحدة، وهي المرة الأولى التي يجري فيها التقاضي على هذه البنود تقاضيًا موضوعيًا. رفضت قضية واحدة في المحكمة الابتدائية. ورفضت اثنين المحكمةُ العليا الأمريكية لعدهما موضع نقاش بعد انتهاء فترة ولاية ترمب الرئاسية.

### السياسة الداخلية

#### الاقتصاد
تولى ترمب منصبه في ذروة أطول توسع اقتصادي في التاريخ الأمريكي، والذي بدأ في يونيو 2009 واستمر حتى فبراير 2020، عندما بدأ الركود الاقتصادي الناتج عن جائحة فيروس كورونا.
في ديسمبر 2017، وقع ترمب على قانون التخفيضات الضريبية والوظائف لعام 2017. وقد وافق جلسياالكونغرسع لى مشروع القانون اللذين يسيطر عليهما الجمهوريون دون أي أصوات ديمقراطية. خفضت معدلات الضرائب للشركات والأفراد، مع جعل التخفيضات الضريبية على الأعمال دائمة، ومن المقرر أن تنتهي التخفيضات الضريبية الفردية بعد عام 2025، وألغت العقوبة المرتبطة بالتفويض الفردي لقانون الرعاية الميسرة. زعمت إدارة ترمب أن القانون إما أن يزيد عائدات الضرائب أو يدفع تكاليفه بنفسه عن طريق تحفيز النمو الاقتصادي. وبدلًا من ذلك، كانت الإيرادات في عام 2018 أقل بنسبة 7.6 في المئة عن المتوقع.
خلال فترة حكم ترامب، ارتفع العجز في الميزانية الفِدرالية بنسبة تُقارب 50% ليصل إلى ما يقارب تريليون دولار في عام 2019. وبحلول نهاية ولايته، ارتفع الدين العام الأمريكي بنسبة 39% ليصل إلى 27.75 تريليون دولار، كما بلغت نسبة الدين العام إلى الناتج المحلي الإجمالي في الولايات المتحدة أعلى مستوى لها منذ فترة ما بعد الحرب العالمية الثانية. ولم يتمكن ترمب من الوفاء بخطة الإنفاق على البنية التحتية البالغة تريليون دولار التي وعد بها في حملته.
ويعد ترمب الرئيس الأمريكي الوحيد في العصر الحديث الذي غادر منصبه بوجود قوة عمل أصغر مقارنة بفترة توليه، حيث تقلصت القوة العاملة بمقدار 3 ملايين شخص.

#### تغير المناخ والبيئة والطاقة
ترمب لا يؤمن بالإجماع العلمي حول تغير المناخ. قام بتخفيض ميزانية الأبحاث المتعلقة بالطاقة المتجددة بنسبة 40% وعكس سياسات أوباما التي كانت موجهة للحد من تغير المناخ. كما انسحب من اتفاقية باريس للمناخ مما جعل الولايات المتحدة الدولة الوحيدة التي لم تُصادق عليه.
سعى ترمب إلى تعزيز إنتاج وتصدير الوقود الأحفوري. ازداد انتشار الغاز الطبيعي تحت حكم ترامب، لكن الفحم استمر في التراجع. قام ترمب بإلغاء أكثر من 100 قانون بيئي بما في ذلك القوانين التي تحد من انبعاثات غازات الاحتباس الحراري وتلوث الهواء والماء واستخدام المواد السامة. كما قلل من الحماية المخصصة للحيوانات والمعايير البيئية للمشاريع الفِدرالية، ووسع المناطق المسموح فيها بالحفر واستخراج الموارد بما في ذلك السماح في التنقيب في القطب الشمالي

## الممارسة السياسية والخطاب السياسي
يحظى ترمب بنسب قبول منخفضة وفقًا لاستطلاعات الرأي وهو الأمر الذي جعله أحد أقل رؤساء الولايات المتحدة شعبيةً خلال الأشهر العشرة الأولى من توليه لمنصب الرئاسة. قام ترمب بعد توليه الرئاسة بإطلاق تصريحات خاطئة ومنافية للحقائق بصورة متكررة خلال خطاباته. فقد قال ترمب على الأقل ادعاء واحد خاطئ أو مضلل يوميًا على مدة 91 يوم من أصل أول 99 يوم منذ توليه المنصب حسب ما أوردته صحيفة نيويورك تايمز، ووصل عدد ادعاءاته الخاطئة أو المضللة إلى 1,318 بحلول اليوم 263 منذ توليه الرئاسة حسب قسم "التأكد من الحقائق" للتحليل السياسي الوارد في صحيفة واشنطن بوست.

### الترويج لنظريات المؤامرة
قبل وأثناء فترة رئاسته، روج ترمب لعدد من نظريات المؤامرة، من ضمنها نظرية المؤامرة حول جنسية أوباما، ونظرية عدد ضحايا كلينتون، وحركة كيو أنون أو الدولة العميقة ونظرية خدعة الاحتباس الحراري، ومزاعم التنصت على برج ترامب، ونظرية حول اغتيال جون ف. كينيدي تتعلق بالوزير الكوبي رافائيل كروز وزعم وجود تلاعب في وفاة القاضي أنتونين سكاليا، ومزاعم عن تدخل أوكراني في الانتخابات الأمريكية، وزعم أن أسامة بن لادن ما زال على قيد الحياة وزعم أن أوباما وبايدن دبّرا عملية قتل لأعضاء من فريق القوات الخاصة البحرية 6 واتهم مقدم البرامج جو سكاربورو بوفاة إحدى مساعداته. في مناسبتين على الأقل، أوضح ترمب للصحافة أنه يؤمن بنظرية المؤامرات.
خلال الانتخابات الرئاسية 2020 وبعدها، روج ترمب لعدة نظريات مؤامرة حول خسارته، بما في ذلك تصويت الموتى، وتغيير أو حذف أصوات ترمب عن طريق أجهزة التصويت، والتزوير في التصويت بالبريد، واستبعاد أصوات ترامب، و"العثور" على حقائب تحتوي على أصوات بايدن.

### التحريض على العنف
تُشير الأبحاث إلى أن خطاب ترمب تسبب في زيادة حالات جرائم الكراهية. خلال حملته الانتخابية عام 2016، دعا ترمب أو أشاد بالهجمات الجسدية ضد المتظاهرين أو الصحفيين. استشهد العديد من المتهمين بأعمال عنف وجرائم كراهية بما في ذلك المشاركون في اقتحام مبنى الكونغرس الأمريكي في 6 يناير 2021 بخطاب ترمب كتبرير لعدم مسؤوليتهم أو طلبًا للتخفيف في أحكامهم. كشفت مراجعة وطنية أجرتها شبكة ABC نيوز في مايو 2020 عن وجود ما لا يقل عن 54 قضية جنائية مُنذ أغسطس 2015 حتى أبريل 2020 استُشهد فيها بترمب مباشرة فيما يتعلق بأعمال عنف أو تهديدات بالعنف كان معظمها من رجال بيض ضد الأقليات.

### وسائل التواصل الاجتماعي
حاز تفاعل ترمب على وسائل التواصل الاجتماعي على اهتمام عالمي بعد انضمامه إلى تويتر في عام 2009. غرد تكرارًا خلال حملته الانتخابية في عام 2016 وأثناء رئاسته حتى حظره تويتر بعد أحداث 6 يناير في الأيام الأخيرة من ولايته. استخدم ترمب تويتر للتواصل المباشر مع الناس وتجاوز الإعلام. في يونيو 2017، صرح المتحدث باسم البيت الأبيض أن تغريدات ترمب تُعتبر تصريحات رسمية.
بدأ تويتر في مايو 2020 بوضع تحذيرات للتحقق من الحقائق على بعض تغريداته. رد ترمب بأن منصات التواصل "تُسكت" المحافظين وهدد "بفرض قيود صارمة أو الإغلاق". بعد اقتحام الكونغرس الأمريكي، حظرت منصات مثل فيسبوك وإنستغرام وتويتر حسابات ترامب. أفقده غياب تواجده على وسائل التواصل الاجتماعي القدرة على التأثير في الأحداث، وساهم في انخفاض كبير في انتشار المعلومات المضللة على تويتر. لم تنجح محاولات ترمب الأولى لإعادة بناء حضوره على وسائل التواصل الاجتماعي. في فبراير 2022، أطلق منصة التواصل الاجتماعي تروث سوشل. وبعد استحواذ إيلون ماسك على تويتر، أعاد ماسك حساب ترمب في نوفمبر 2022. كما انتهى حظر فيسبوك وإنستغرام في يناير 2023، مما أتاح لترمب العودة إلى هذه المنصات، رغم أنه في عام 2024 واصل وصف الشركة بأنها "عدو الشعب".

### الثقافة الشعبية
كان ترمب موضوعًا للسخرية والكاريكاتير في التلفزيون والأفلام والرسوم المصورة. ذُكر اسمه في مئات الأغاني من موسيقى الهيب هوب من عام 1989 حتى 2015؛ معظم هذه الأغاني كانت تُصور ترمب بصورة إيجابية، لكنها أصبحت سلبية كثيرًا بعد أن بدأ حملته للترشح للرئاسة.

## الحياة الشخصية

### العائلة
في عام 1977، تزوج دونالد ترمب من عارضة الأزياء التشيكية إيفانا زيلنيكوفا، وأنجب منها ثلاثة أطفال: دونالد جونيور (ولد عام 1977)، وإيفانكا (ولد عام 1981)، وإريك (ولد عام 1984). حصلت إيفانا على الجنسية الأمريكية في عام 1988. ومع ذلك انفصل الزوجان عام 1990 بسبب تورط ترمب في علاقة مع الممثلة مارلا ميبلز. في عام 1993 تزوج ترمب وميبلز لكنهما انفصلا في عام 1999، أنجب ترمب من مارلا ابنة واحدة: تيفاني (ولدت في عام 1993) والتي بقيت مع والدتها ميبلز التي قامت بتربيتها ورعايتها في كاليفورنيا. في عام 2005، تزوج ترمب من عارضة الأزياء السلوفينية ميلانيا كناوس وأنجب منها ابن واحد: بارون (ولد في عام 2006)، حصلت ميلانيا على الجنسية الأمريكية في عام 2006.

### العادات الصحية
يقول ترمب إنهُ لم يشرب الكحول أبدًا، ولم يدخن السجائر، ولم يتعاطى المُخدرات. ينام نحو أربع أو خمس ساعات في اليوم. ووصف لعبة الغولف بأنها «نشاطه الأساسي لممارسة الرياضة» لكنه في العادة يستخدم العربة ولا يسير على قدميه. يعتبر ترمب أن ممارسة الرياضة هي هدر للطاقة لأنه يؤمن بأن الجسم يشبه «البطارية، بكمية محدودة من الطاقة» التي تستنفد مع التمرين. في عام 2015، نشرت حملة ترمب رسالة من طبيبه الشخصي لفترة طويلة هارولد بورنشتاين تُفيد بأن ترمب «أكثر شخص صحي يتم انتخابه للرئاسة.» في عام 2018، صرح بورنشتاين بأن ترمب هو من أملى عليه محتوى الرسالة التي تصف حالته الصحية تصنيفًا إيجابيًا، كما ذكر أن ثلاثة من ممثلي ترمب استولوا على سجلاته الطبية بعد مداهمة مكتب الطبيب في فبراير 2017.

### الدين
في السبعينيات، انضم والدا ترمب إلى كنيسة ماربل كوليجيات وهي جزء من الكنيسة الإصلاحية في أمريكا التحق ترمب بمدرسة الأحد وأكده في عام 1959 في كنيسة المشيخية الأولى في جمايكا في عام 2015، صرح بأنه مشيخي ويُصلي في كنيسة ماربل كوليجيات؛ وقد أوضحت الكنيسة أنهُ ليس عضوًا نشطًا. في عام 2019، عيّن ترمب قسّه الشخصي المبشر التلفزيوني باولا وايت في مكتب الاتصال العام في البيت الأبيض. في عام 2020، قال إنهُ يعرف نفسه كـ مسيحي غير طائفي.

### الثروة

ترمب (أقصى اليمين) وزوجته إيفانا في طابور استقبال خلال مأدبة عشاء رسمية للملك فهد بن عبد العزيز آل سعود عام 1985 بحضور الرئيس الأميركي رونالد ريغان والسيدة الأولى نانسي ريغان

في عام 1982، ظهر ترمب لأول مرة في قائمة الأثرياء لمجلة فوربس بسبب حصة يمتلكها من الثروة الصافية المقدرة لعائلته والتي بلغت نحو 200 مليون دولار لكن خسائره في الثمانينيات أخرجته من القائمة بين عامي 1990 و1995. بعد تقديم التقرير المالي الإلزامي إلى لجنة الانتخابات الفِدرالية في يوليو 2015، أعلن عن ثروة صافية تُقدر بنحو 10 مليارات دولار. وأظهرت السجلات التي أصدرتها اللجنة أن لديه أصولًا لا تقل عن 1.4 مليار دولار وديونًا تبلغ 265 مليون دولار. وقدرت فوربس أن صافي ثروته انخفض بمقدار 1.4 مليار دولار بين عامي 2015 و2018. في تصنيف المليارديرات لعام 2024، قُدرت ثروة ترمب بنحو 2.3 مليار دولار (في المرتبة 1,438 عالميًا).
في عام 2018، ذكر الصحفي جوناثان غرينبيرغ أن ترمب اتصل به في عام 1984 مدعيًا أنه مسؤول وهمي في مؤسسة ترمب يُدعى "جون بارون". وذكر غرينبيرغ أن ترمب متحدثًا بصفته "بارون" زعم كذبًا أنه يملك أكثر من 90% من أعمال والده، وذلك للحصول على مرتبة أعلى في قائمة الـ فوربس 400 للأثرياء الأمريكيين. كما كتب غرينبيرغ أن فوربس قد بالغت كثيرًا في تقدير ثروة ترمب وأدرجته خطأً في تصنيفات عام 1982 و1983 و1984.
غالبًا ما كان ترمب يقول إنه بدأ مسيرته بقرض "صغير بقيمة مليون دولار" من والده وأنهُ اضطر إلى سداده بفائدة. لكن في الواقع، كان مليونيرًا في عمر الثامنة، واقترض ما لا يقل عن 60 مليون دولار من والده، ولم ينجح إلى حد كبير في سداد تلك القروض، كما تلقى 413 مليون دولار إضافية من شركة والده. في عام 2018، أُفيد بأن ترمب وعائلته ارتكبوا عمليات احتيال ضريبي وبدأت دائرة الضرائب والمالية في ولاية نيويورك تحقيقًا في الأمر. كما أن عائدات استثماراته كانت أقل من عائدات أسواق الأسهم والعقارات في نيويورك. وقدرت فوربس في أكتوبر 2018 أن صافي ثروته انخفض من 4.5 مليار دولار في عام 2015 إلى 3.1 مليار دولار في عام 2017، كما انخفض دخله من ترخيص المنتجات من 23 مليون دولار إلى 3 ملايين دولار.

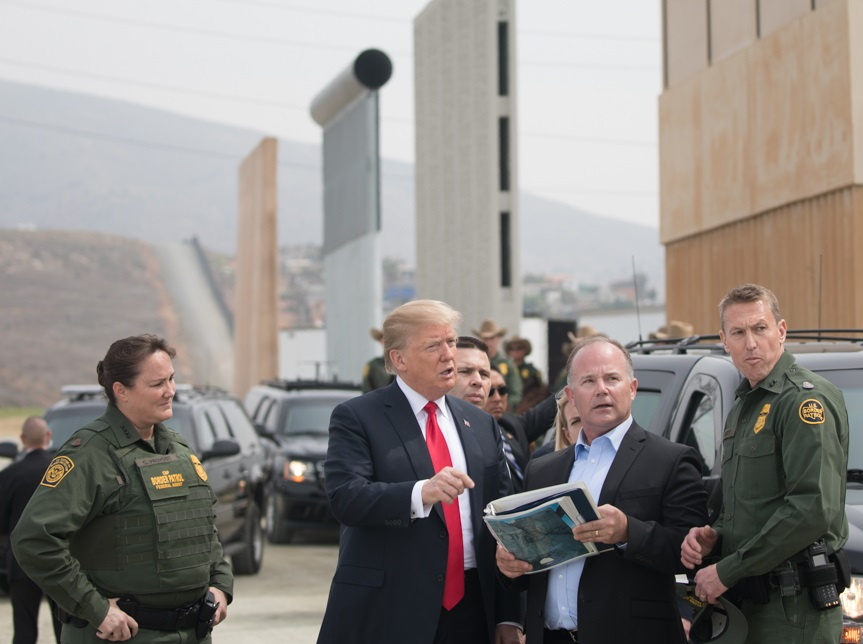
ترمب يفحص نماذج الجدار الحدودي في أوتاي ميسا، كاليفورنيا.

تُظهر إقرارات ترمب الضريبية من عام 1985 إلى 1994 صافي خسائر إجمالي قدره 1.17 مليار دولار. كانت هذه الخسائر أعلى من تلك التي تكبدها تقريبًا أي دافع ضرائب أمريكي آخر. ففي عامي 1990 و1991، تجاوزت خسائره 250 مليون دولار سنويًا وهو ما يزيد عن ضعف خسائر أقرب دافعي الضرائب. وفي عام 1995، بلغت خسائره المُبلغ عنها 915.7 مليون دولار (ما يعادل $1.56 مليار دولار في 2020).
في عام 2020، حصلت صحيفة نيويورك تايمز على معلومات ضريبية حول ترمب تغطي أكثر من عقدين. ووجد مراسلوها أن ترمب سجل خسائر بمئات الملايين من الدولارات. ومنذ عام 2010، فشل أيضًا في سداد 287 مليون دولار من القروض. وخلال 15 عامًا قبل 2020، لم يدفع ترمب ضرائب دخل في 10 من تلك السنوات، واستفاد من الائتمانات الضريبية على الخسائر التجارية ودفع 750 دولارًا فقط في عامي 2016 و2017. قام بموازنة خسائر أعماله عن طريق بيع ورهن أصوله، بما في ذلك رهن بقيمة 100 مليون دولار على برج ترامب (أُعيد تمويله في 2022) وتصفيته لأكثر من 200 مليون دولار من الأسهم والسندات. كما ضمن شخصيًا ديونًا بقيمة 421 مليون دولار يجب سداد معظمها بحلول عام 2024.
مُنذ أكتوبر 2021، بلغت ديون ترمب أكثر من 1.3 مليار دولار، معظمها مضمون بأصوله. وفي عام 2020، كان مدينًا بـ640 مليون دولار للبنوك والمؤسسات الائتمانية بما في ذلك بنك الصين، ودويتشه بنك، ويو بي إس ونحو 450 مليون دولار لدائنين غير معروفين. وتفوق قيمة أصوله قيمة ديونه.

## التقييمات

### الصورة العامة
أظهر استطلاع أجرته مؤسسة "غالوب" في 134 دولة لمقارنة نسب التأييد لقيادة الولايات المتحدة بين عامي 2016 و2017 أن ترمب تفوق على أوباما في نسبة الموافقة في 29 دولة، معظمها غير ديمقراطية. ومع ذلك، شهدت نسب تأييد القيادة الأميركية انخفاضًا حادًا بين الحلفاء ودول مجموعة السبع. بحلول منتصف عام 2020، أعرب 16% فقط من المشاركين في استطلاع أجرته مؤسسة "بيو" في 13 دولة عن ثقتهم بترامب، وهي نسبة أقل من شي جين بينغ رئيس الصين وفلاديمير بوتين رئيس روسيا.
خلال رئاسته الأولى، وجدت دراسة عام 2020 أن تأثير ترمب على تقييم الأحزاب السياسية الأميركية والانقسامات الحزبية كان أقوى من أي رئيس منذ إدارة ترومان. في عام 2021، حدد ترمب الرئيس الوحيد الذي لم يصل إلى نسبة تأييد تبلغ 50% في استطلاعات "غالوب" التي بدأت منذ عام 1938، ويرجع ذلك جزئيًا إلى الفجوة الحزبية الكبيرة في تقييمات تأييده: 88% بين الجمهوريين و7% بين الديمقراطيين. كانت نسب تأييده مستقرة في نطاق يتراوح بين 35% و49%. أنهى ولايته بمعدل يتراوح بين 29% و34%، وهو أدنى مستوى لأي رئيس منذ بدء الاستطلاعات الحديثة، مع متوسط منخفض قياسي بلغ 41% طوال فترة رئاسته.
في الاستطلاع السنوي لـ"غالوب" الذي يسأل الأميركيين عن الشخص الذي يعجبون به أكثر، جاء ترمب في المركز الثاني بعد أوباما في عامي 2017 و2018، وتعادل مع أوباما في المركز الأول عام 2019، وحصل على المركز الأول في عام 2020. ومنذ بدء الاستطلاع في عام 1946، كان أول رئيس منتخب لا يحصل على لقب الشخص الأكثر إعجابًا في سنته الأولى في المنصب.
بدأ ترمب فترته الثانية بمعدلات تأييد إيجابية.

### التصنيفات الأكاديمية
في "استطلاع المؤرخين الرئاسيين 2021" الذي أجرته C-SPAN، صنّف المؤرخون ترمب كرابع أسوأ رئيس أميركي. وحصل على أدنى تقييم في فئات خصائص القيادة المتعلقة بالسلطة الأخلاقية والمهارات الإدارية.
في استطلاع معهد أبحاث كلية "سيينا" لعام 2022، جاء ترتيبه في المركز 43 من بين 45 رئيسًا. كان ترتيبه قريبًا من القاع في جميع الفئات باستثناء الحظ، والاستعداد لتحمل المخاطر، وقيادة الحزب، واحتل المرتبة الأخيرة في عدة فئات.
في استطلاعات عامي 2018 و2024 لأعضاء الجمعية الأميركية للعلوم السياسية، صُنف أسوأ رئيس أميركي.

## مؤلفاته
ألف العديد من الكتب بما في ذلك:
| - "ترامب: فن الصفقة (1987) - ترامب: البقاء في الأعلى (1990) - ترامب: فن البقاء على قيد الحياة (1991) - ترامب: فن العودة (1997) - الرابحة: كيف تصبح غنيا (2004) - الطريق إلى الأعلى: أفضل النصائح في الأعمال تلقيتها على الإطلاق (2004) - ترامب: فكر مثل الملياردير: كل ما تحتاج لمعرفته عن النجاح، العقارات، والحياة (2004) | - ترامب: أفضل نصيحة في لعبة الغولف تلقيتها على الإطلاق (2005) - لماذا نريد منك أن تكون غنيا: اثنين من رجال—رسالة واحدة (2006)، شارك في كتابته مع روبرت كيوساكي. - الاعتقاد الكبير والضربة القاسية في الأعمال والحياة (2007)، شارك في كتابته مع بيل زانكر. (الرقم التسلسلي 978-0061547836) - "أمريكا التي نستحقها (2000) (مع ديف Shiflett، الرقم التسلسلي 1580631312) - ترامب: أفضل نصائح بالعقارات تلقيتها على الإطلاق: أعلى 100 خبير في استراتيجية الاسهم (2007) - ترمب 101: الطريق إلى النجاح (2007) - ترمب لن استسلم ابدا: كيف واجهت أكبر التحديات في النجاح (2008) - أمريكا العرجاء (2015) |

## روابط خارجية
- دونالد ترمب على موقع IMDb (الإنجليزية)
- دونالد ترمب على موقع ميتاكريتيك (الإنجليزية)
- دونالد ترمب على موقع الموسوعة البريطانية (الإنجليزية)
- دونالد ترمب على موقع روتن توميتوز (الإنجليزية)
- دونالد ترمب على موقع مونزينجر (الألمانية)
- دونالد ترمب على موقع قاعدة بيانات الأفلام العربية
- دونالد ترمب على موقع ألو سيني (الفرنسية)
- دونالد ترمب على موقع ميوزك برينز (الإنجليزية)
- دونالد ترمب على موقع أول موفي (الإنجليزية)
- دونالد ترمب على موقع قاعدة بيانات برودواي على الإنترنت (الإنجليزية)
- الموقع الرسمي لمنظمة ترامب